# Calcio (sport)
Il calcio è una disciplina sportiva di squadra, ciascuna  squadra deve essere composta da undici giocatori, si affrontano con l'obiettivo di segnare un numero maggiore di reti rispetto agli avversari. I calciatori possono colpire e controllare il pallone con qualsiasi parte del corpo, eccetto mani e braccia, fatta eccezione per il portiere, al quale è consentito l’uso delle mani, ma esclusivamente all'interno dell’area di rigore. La vittoria è attribuita alla squadra che realizza più gol al termine del tempo regolamentare.
Le partite di calcio sono giocate a livello amatoriale e professionistico. Nel calcio professionistico il regolare svolgimento di un incontro è fatto rispettare da un ufficiale di gara (l'arbitro) e dai suoi assistenti (guardalinee, quarto uomo e, in alcune competizioni, VAR). È diventato lo sport più popolare al mondo (sia per il numero di persone che lo praticano, sia per il numero di spettatori e appassionati) poiché è basato su norme semplici, si gioca con un pallone senza altre attrezzature specifiche e può essere adattato ai luoghi e alle situazioni più diversi.
La sua origine è antica, ma la versione moderna e codificata del calcio è nata in Inghilterra nel XIX secolo. Da allora il calcio si è diffuso prima in Europa e Sud America, quindi nel resto del mondo.

Icona ufficiale del gioco olimpico del Calcio.

Rientra nelle discipline olimpiche dalla seconda edizione. La competizione calcistica più importante è il campionato mondiale di calcio, che si disputa ogni quattro anni sotto l'egida della Fédération Internationale de Football Association (FIFA), il massimo organismo calcistico mondiale. Si tratta dell'evento sportivo più seguito dopo le Olimpiadi.

## Etimologia
Il nome italiano calcio deriva dalla denominazione universale dello sport, che coincide con l'inglese football variamente adattato nelle diverse lingue. Si tratta di un aperto riferimento al calcio rinascimentale, che in Italia, già negli anni 1870 e 1880, con una forzatura, si volle vedere come il progenitore del calcio moderno. Ciò condusse all'adozione definitiva del termine autoctono in luogo di football per iniziativa di Luigi Bosisio e di altri dirigenti sportivi ai primi del Novecento. Il termine calcio, nell'accezione di «colpo con il piede» che dà nome allo sport, deriva dal verbo calciare, a sua volta da calcio nel senso antico di «calcagno», «tallone». Quest'ultimo termine si ricollega infine al latino calx, dal medesimo significato.

## Storia
Il predecessore più simile al calcio attuale, di cui si hanno tracce fin dal II e III secolo a.C., fu il cinese tsu' chu o cuju (蹴鞠T, cùjúP, letteralmente "palla spinta con il piede"), un allenamento militare nel quale si doveva calciare una palla, riempita con piume e capelli femminili, tra due canne di bambù: la porta non superava i 30-40 cm di larghezza. Circa 500 o 600 anni dopo, in Giappone si giocava il kemari (tuttora praticato), nel quale l'obiettivo dei giocatori, disposti in cerchio, era evitare che la palla toccasse terra.

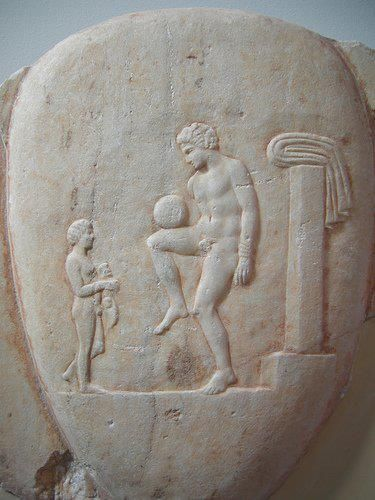
Bassorilievo su vaso raffigurante un uomo che gioca all'Episkyros (Museo archeologico nazionale di Atene)

Nella Grecia del IV secolo a.C. si giocava l'episkyros, progenitore di quello che in epoca romana prese il nome di harpastum: due squadre dovevano portare con la forza una palla oltre la linea di fondo avversaria.

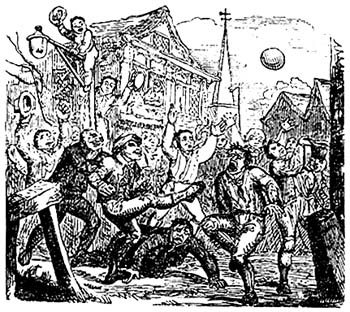
Illustrazione di un incontro di mob football in Crowe Street a Londra nel 1721

I riferimenti successivi si hanno poi nel Medioevo in Europa: la soule francese e il suo diretto discendente oltremanica, ovvero il mob football inglese. Questi giochi, popolari per secoli, erano praticati da centinaia di persone, con l'intento di vedere prevalere la propria parrocchia o il villaggio d'appartenenza su quello avversario, portando la palla nella piazza centrale o davanti alla chiesa rivale.

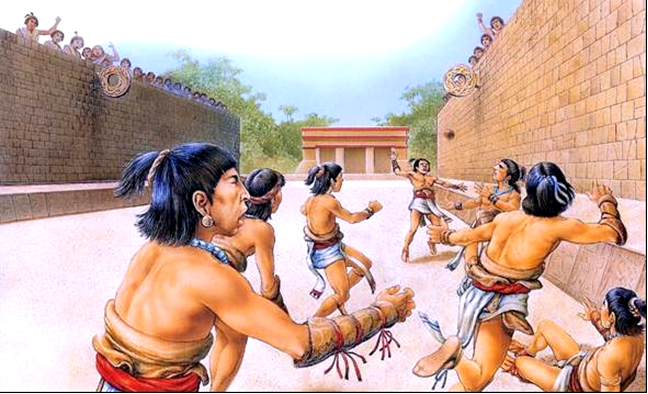
Il Tlachtli giocato dalle civiltà mesoamericane

Nel corso dei secoli i giochi con la palla si erano sviluppati anche tra le civiltà precolombiane e in innumerevoli altre culture sparse per tutti i continenti.

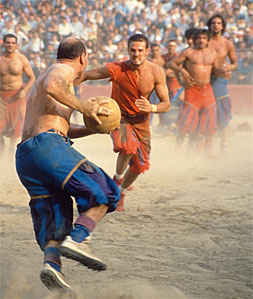
Il Calcio storico fiorentino (rievocazione)

Fu però in Italia, nel corso del Rinascimento, dove vennero poste le basi del gioco del calcio moderno, con caratteristiche comuni anche al rugby, alla lotta libera e al pugilato: a Firenze nacque il calcio in costume derivato dagli predecessori greci e romani, nello svolgimento del quale era consentito l'uso di ogni parte del corpo.
Nelle Isole britanniche gli sport praticati con la palla incontrarono diverse opposizioni e a più riprese furono dichiarati fuorilegge. Il football tuttavia non perse la grande popolarità che si era guadagnato e non fu mai soppresso del tutto, tanto che il Regno Unito diventerà la patria del calcio moderno.

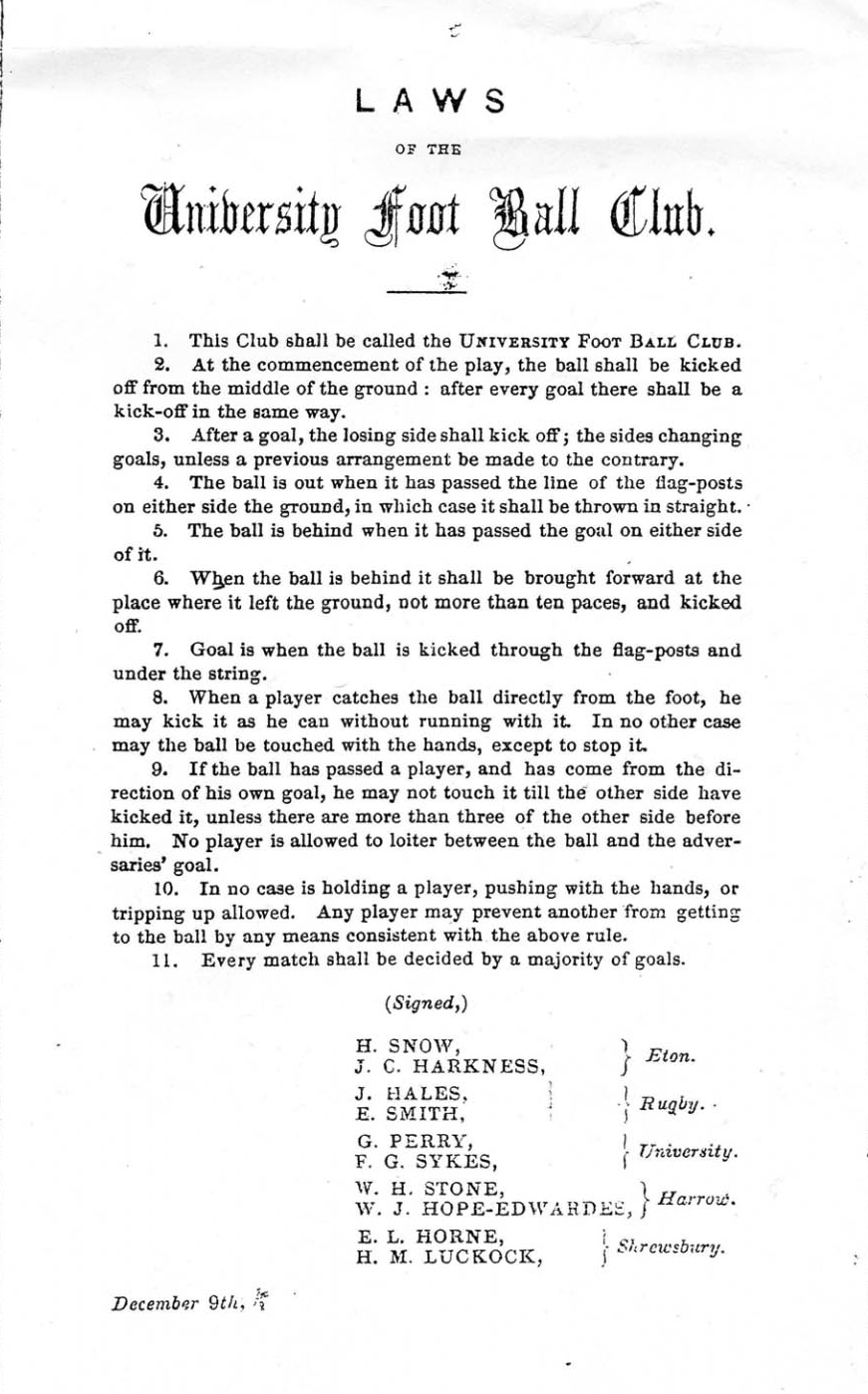
Copia delle regole del calcio nel 1852

Nel 1848, presso il Trinity College di Cambridge, si stilò il primo regolamento del calcio, norme divenute celebri come "Regole di Cambridge". Il 24 ottobre 1857 a Sheffield Nathaniel Creswick fondò la prima squadra di calcio della storia: lo Sheffield Football Club. Il 26 ottobre 1863 a Londra, presso la Freemasons' Tavern, venne fondata la Football Association, prima federazione calcistica nazionale. Lo sport, così come era stato codificato dalla Football Association, prese il nome association football.

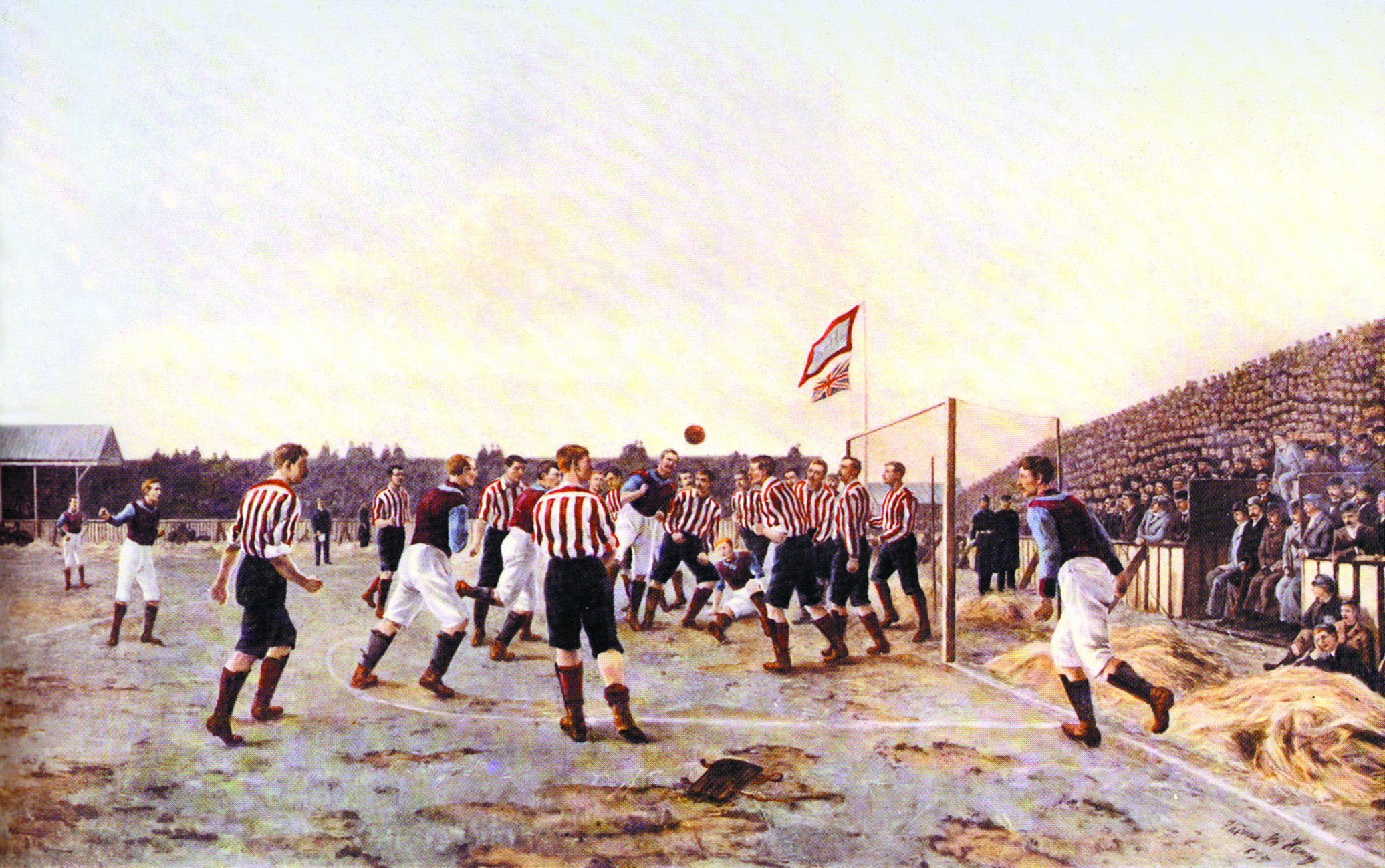
Una delle prime rappresentazioni artistiche al mondo dedicate al gioco del calcio: il dipinto Sunderland v. Aston Villa di Thomas M. M. Hemy (anche noto come A Corner Kick), 1895.

Il calcio si espanse a macchia d'olio: dall'Inghilterra fu esportato in Scozia (1873), Galles (1876) e Irlanda del Nord (1880); successivamente si diffuse nell'Europa continentale, nel resto del Commonwealth e in Sud America. Per uniformare le regole, valutarne eventualmente di nuove e farle rispettare, nel 1886 prese forma l'International Football Association Board (IFAB). Nel 1904 fu istituita la Fédération Internationale de Football Association (FIFA), cui si affiliarono le varie Federazioni nazionali nate nel frattempo.

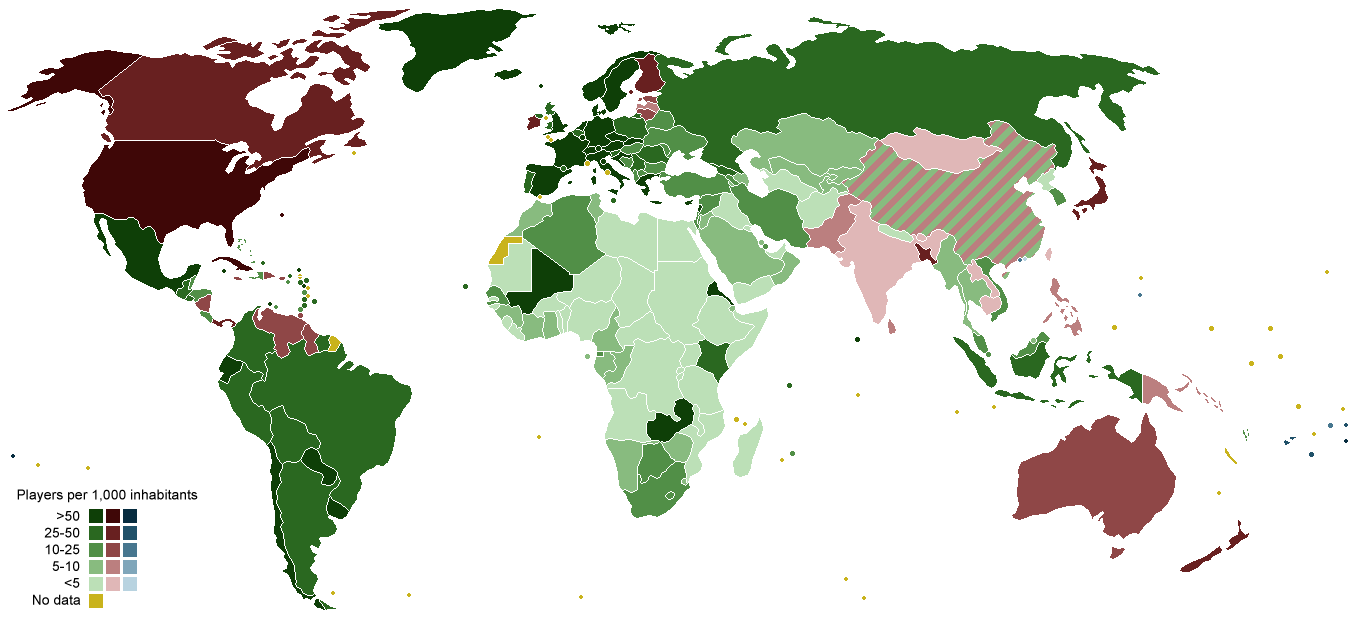
Mappa che mostra la diffusione del calcio nel mondo: i Paesi in verde sono quelli dove il calcio è lo sport numero uno per popolarità, viceversa gli stati rossi; il rapporto giocatori/popolazione è espresso dall'intensità della colorazione. Sui paesi in giallo non vi sono i dati.

Nel 2006 in tutto il mondo c'erano 265 milioni di persone che praticavano il calcio, delle quali 38 milioni erano tesserate per le varie società. Includendo anche arbitri e funzionari, il totale di coloro che erano direttamente coinvolti nel calcio raggiungeva i 270 milioni, ovvero circa il 4% della popolazione mondiale all'epoca. Il continente con più giocatori in termini assoluti era l'Asia (85 milioni di calciatori), seguita da Europa (62), Africa (46), America del Nord (43), America del Sud (27) e Oceania (0,5); in percentuale la maggior diffusione si aveva in Europa, Nord e Sud America, dove il 7% della popolazione era coinvolta direttamente nel calcio.

Planisfero con le sei confederazioni riconosciute dalla FIFA.

Al 2022, le Federazioni nazionali poste sotto l'egida della FIFA sono 211 e appartengono a sei confederazioni.

## Regole
Le regole ufficiali del gioco del calcio (in inglese Laws of the Game, Regole del Gioco) sono 17 e sono pubblicate dalla FIFA, e gestite dall'International Football Association Board (IFAB), all'interno della quale, fin dalla sua nascita, una proposta di cambio delle regole deve raccogliere almeno il 75% dei favori per essere approvata.

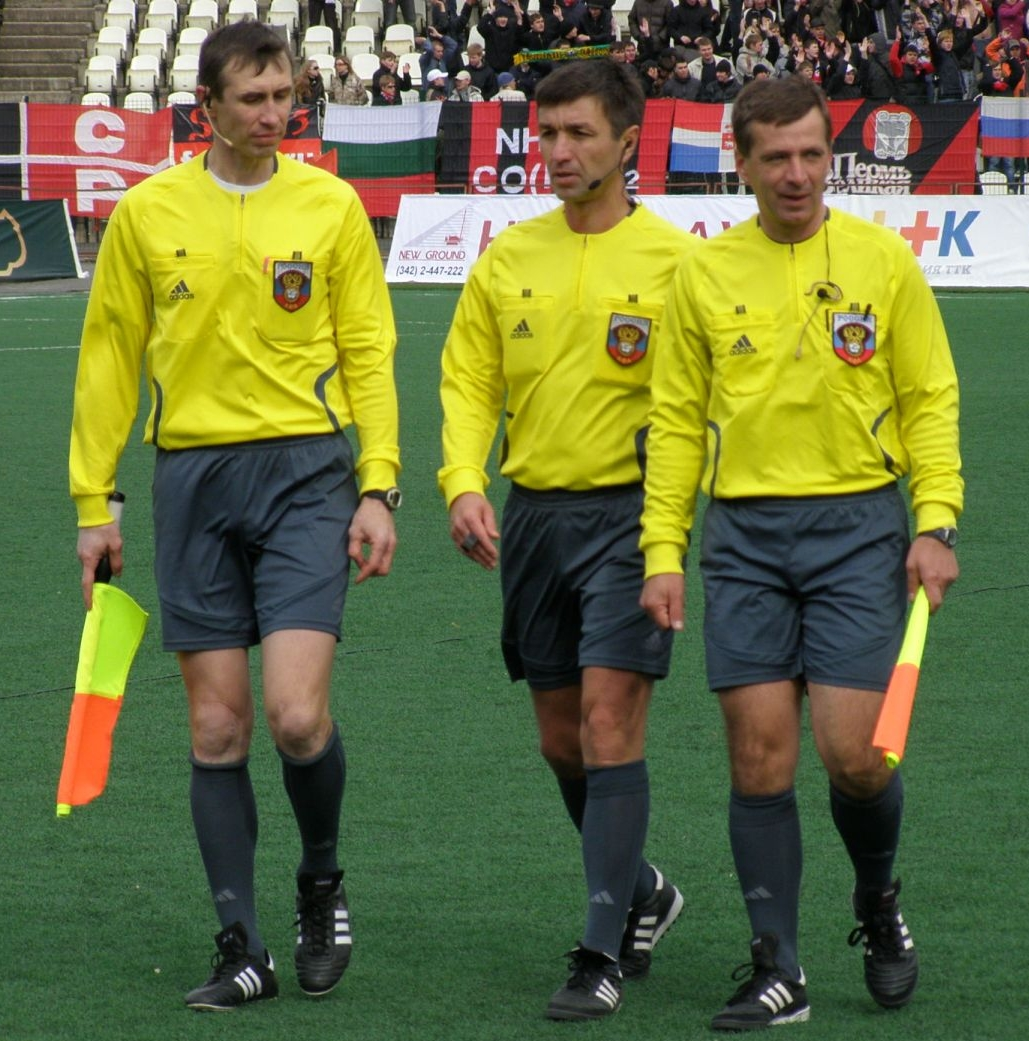
Terna arbitrale: arbitro al centro, con ai lati i suoi due assistenti

La regola principale che caratterizza e differenzia questo sport rispetto al rugby e alla pallamano è che la palla non può essere toccata o colpita con braccia e mani; per lo più si usano i piedi ma ogni altra parte del corpo diversa da braccia o mani è ammessa. Il giocatore deputato al ruolo di portiere è l'unico che può toccare il pallone con le mani, ma solo all'interno della propria area di rigore e se non gli viene passato volontariamente coi piedi oppure da rimessa laterale da un compagno di squadra. Fino al 1912 il portiere poteva toccare il pallone con le mani anche al di fuori della propria area di rigore, purché all'interno della propria metà del terreno di gioco e fino al 1992 era libero di controllare con le mani qualsiasi passaggio di un proprio compagno.
Le regole base sono da applicarsi a tutti i livelli del calcio, anche se sono consentite alcune modifiche alle dimensioni del terreno di gioco, a grandezza, peso e materiale del pallone, alle porte, alla durata dei periodi di gioco e numero delle sostituzioni (per partite tra giocatori con meno di 16 anni, donne, calciatori veterani o portatori di handicap, a patto che vengano rispettati i principi fondamentali del gioco). Altre modifiche sostanziali, invece, devono avere il consenso dell'IFAB.
Le prime regole del calcio risalgono all'8 dicembre 1863 quando la neonata Football Association approvò le 14 regole scritte da Ebenezer Cobb Morley durante una riunione alla Freemasons' Tavern di Londra. Tuttavia alcune squadre non accettarono tali regole, in particolare quelle di Sheffield, che continuarono a giocare con le norme che avevano introdotto nel 1857. Successivamente fu creata l'International Football Association Board, con lo scopo di redigere un unico regolamento per il calcio.
Gradualmente le regole furono riviste e modificate fino a diventare 17. Nel 1930 le regole furono riviste e riorganizzate da Stanley Rous e rimasero tali fino alla successiva revisione del 1997.
Le odierne 17 regole riguardano:
1. Il terreno di gioco;[63]
2. Il pallone;[64]
3. I calciatori;[65]
4. L'equipaggiamento calcistico;[66]
5. L'arbitro;[67]
6. Gli altri ufficiali di gara;[68]
7. La durata della gara;[69]
8. L'inizio e la ripresa del gioco;[70]
9. Il pallone in gioco e non in gioco;[71]
10. L'esito di una gara;[72]
11. Il fuorigioco;[73]
12. Falli e scorrettezze;[74]
13. I calci di punizione;[75]
14. Il calcio di rigore;[76]
15. La rimessa dalla linea laterale;[77]
16. Il calcio di rinvio;[78]
17. Il calcio d'angolo.[79]

In aggiunta alle 17 regole, contribuiscono a regolamentare il gioco del calcio le norme aggiuntive del regolamento e anche numerose decisioni dell'IFAB e altre direttive. Inoltre non è una regola, ma una modalità di comportamento definita fondamentale per il gioco del calcio, il fair play, per il quale la FIFA ha creato una campagna d'informazione e stilato un codice di condotta.
Una partita di calcio, che dura 90 minuti e si disputa in due tempi di 45 minuti ciascuno, si svolge sotto il controllo di un arbitro (figura introdotta per la prima volta nel 1891), che ha «tutta l'autorità necessaria per far osservare le Regole del Gioco nell'ambito della gara che è chiamato a dirigere» e le cui decisioni sono inappellabili. L'arbitro è coadiuvato da due assistenti arbitrali e in alcune partite anche da un quarto ufficiale, che, qualora se ne presenti la necessità, può anche sostituire l'arbitro, da un assistente di riserva, atto a sostituire uno dei due assistenti in caso di necessità e dalla tecnologia: in particolare la Goal-line technology, la quale verifica tramite telecamere e sensori se il pallone abbia varcato del tutto o meno la linea di porta, così da dirimere la questione del cosiddetto "gol-fantasma"; infine il VAR, un assistente arbitro che, davanti a un monitor, aiuti il direttore di gara ed eviti che si commettano errori evidenti.

### Terreno di gioco

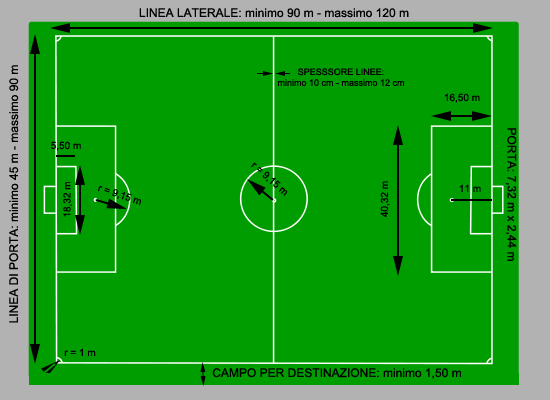
Misure regolamentari di un campo da calcio (in metri); il fatto che non tutti abbiano le stesse misure deriva dal fatto che non esistono valori precisi per la lunghezza delle linee laterali e di porta.

Il campo di gioco si compone di 3 parti al suo interno: il terreno di gioco, ovvero la superficie rettangolare, delimitata dalle linee laterali e di porta, sulla quale si svolge effettivamente il gioco. Dopodiché vi è il campo per destinazione, ovvero una fascia di terreno, dello stesso materiale del terreno di gioco, che si estende per almeno un metro e mezzo oltre le linee perimetrali. Infine, si ha il recinto di gioco, che si estende fino alle recinzioni che delimitano la zona per il pubblico; nel recinto di gioco sono incluse anche le eventuali piste atletiche.
Il terreno di gioco è delimitato con strisce bianche, che contribuiscono anche alla segnatura delle due aree di rigore, del centrocampo, e delle aree d'angolo. Al centro di ciascun lato minore del terreno di gioco sono situate le porte.
Le linee sono parte integrante del terreno di gioco. Esse possono essere tracciate con gesso bianco sui terreni in erba e in terra battuta, con segatura nel caso di terreno bagnato, con polvere di carbone sui terreni innevati. Sui terreni in erba sintetica viene utilizzata una vernice bianca non tossica. Tutte le linee devono avere la stessa larghezza, massimo 12 cm.
La lunghezza del terreno di gioco in partite internazionali deve essere tra i 100 e i 110 metri, e la larghezza tra i 64 e i 75 metri. Per le altre partite i limiti sono un po' più elastici: dai 90 ai 120 metri di lunghezza e tra i 45 e i 90 metri di larghezza. La forma del campo deve essere comunque rettangolare, con linee laterali più lunghe delle linee di porta. Si adottano tuttavia molto spesso le indicazioni per le gare internazionali; da qualche anno, inoltre, la FIFA ha consigliato le misure standard di 105 metri di lunghezza per 68 di larghezza.
Il campo è diviso in due metà da una linea mediana che passa attraverso il centro del campo e incontra il centro di ciascuna linea laterale. Nel punto del centrocampo è tracciata una circonferenza con raggio di 9,15 metri. Perpendicolare alla linea di porta sono disegnate due linee distanti 5,50 metri da ciascun palo e sono unite da una linea parallela alla linea di porta. L'area delimitata da queste linee è definita area di porta. Perpendicolare alla linea di porta sono disegnate altre due linee distanti 16,50 metri da ciascun palo unite da una linea parallela alla linea di porta. L'area delimitata da queste linee è definita area di rigore. Al centro dell'area di rigore c'è un punto distante 11 metri dal centro della porta, il dischetto del calcio di rigore. Fuori dall'area di rigore è disegnato un arco distante 9,15 metri dal punto del calcio di rigore.
Ad ogni angolo del campo è collocata una bandierina di altezza inferiore a 1,5 metri. All'interno di ogni angolo del campo è disegnato un quarto di cerchio con un raggio di 1 metro. Una porta con due pali verticali e una traversa orizzontale è collocata al centro della linea di porta. Il materiale della porta deve essere tale da non causare pericolo ai giocatori e deve essere di colore bianco. La distanza tra i pali deve essere di 7,32 metri e la distanza dal bordo inferiore della traversa al suolo deve essere di 2,44 metri. Pali e traversa hanno uno spessore non superiore ai 12 cm.

### Il pallone
Secondo le Regole di Gioco, il pallone deve avere una forma sferica e realizzata in pelle o altro materiale adatto e ha una circonferenza di non più di 70 centimetri e di almeno 68 cm. Il peso non deve superare i 450 grammi e non inferiore a 410 grammi ad inizio partita. Inoltre, la pressione all'interno del pallone dovrebbe essere da 0,6 a 1,1 atmosfere.
Se durante la partita il pallone scoppia o diventa irregolare, la gara viene interrotta e riavviata con il nuovo pallone che viene posizionato nel punto in cui il pallone originaria è diventata difettosa, a meno che il gioco sia stato fermato all'interno dell'area di porta, nel qual caso l'arbitro lascia il nuovo pallone cadere nella linea dell'area di porta, al punto più vicino in cui si trovava il pallone originaria quando il gioco è stato interrotto.
Se il pallone scoppia o diventa irregolare nel corso di un calcio di punizione o un calcio di rigore, il calcio è ripetuto. Non si può cambiare il pallone durante la partita senza il permesso del direttore di gara.

### I calciatori
Ogni squadra gioca con un massimo di undici giocatori, uno dei quali è il portiere. Poi ci sono i panchinari per sostituire i titolari in caso di necessità durante il gioco. Il numero massimo di sostituzioni consentite sulla maggior parte dei campionati internazionali e locali è di cinque per ogni squadra. In altri concorsi o in partite amichevoli questo numero può variare. Le ragioni più comuni per cambiare un giocatore possono essere: un infortunio, la stanchezza, l'inefficacia del giocatore stesso, un cambiamento nelle tattiche del gioco o, se il risultato è favorevole verso la fine della partita, il desiderio di guadagnare tempo. Il giocatore che è stato sostituito non può prendere ulteriormente parte al gioco. L'International Football Association Board raccomanda che una partita non dovrebbe continuare se ci sono meno di sette giocatori in una delle due squadre.

### L'equipaggiamento dei calciatori
I giocatori devono indossare: maglia, pantaloncini, calze, scarpe e parastinchi. I portieri possono indossare abiti lunghi o corti. La maggior parte dei giocatori indossa scarpe con tacchetti (non di ferro) anche se il regolamento non lo richiede obbligatoriamente. Il portiere deve indossare indumenti di colore diverso rispetto alla loro squadra e all'arbitro. Sotto i pantaloncini possono essere indossati dei collant dello stesso colore. I parastinchi devono essere coperti dalle calze e fatti di materiale che fornisce protezione. Le regole del gioco vietano l'uso di oggetti che possono arrecare danno.

### Arbitro
La partita di calcio è controllata da un arbitro con piena autorità di far rispettare le Regole del Gioco, le cui decisioni sono definitive. Si muove all'interno del campo con un fischietto e facendo segni con le mani.

### Altri ufficiali di gara

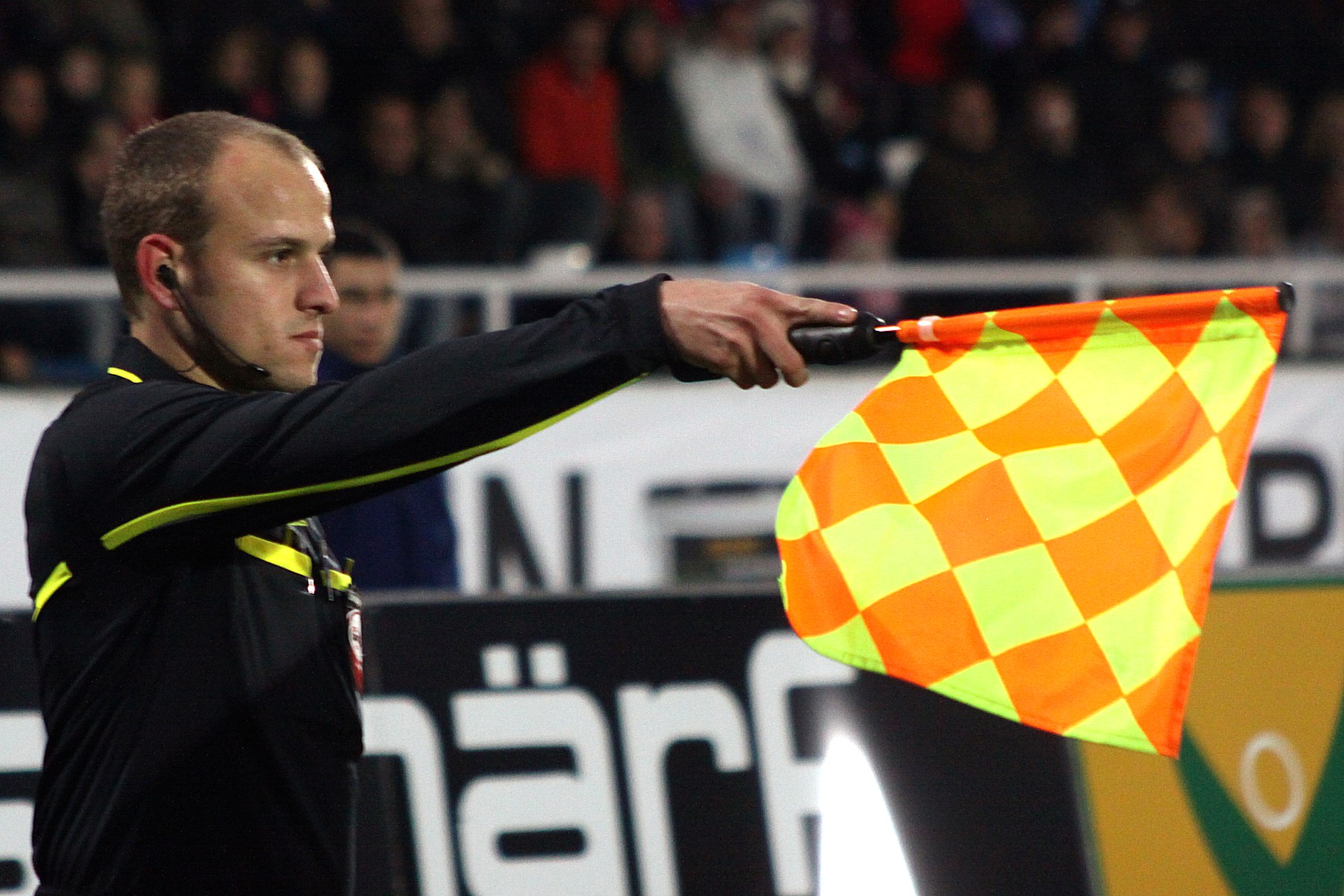
L'austriaco assistente dell'arbitro Clemens Schüttengruber segnala un fuorigioco.

L'arbitro riceve l'aiuto di due assistenti, che corrono lungo le linee laterali e indicano le violazioni con una bandierina. A livello professionistico c'è un quarto uomo che assiste il primo arbitro e lo può sostituire in caso di necessità.

### La durata della gara
Una partita di calcio è costituita da due tempi di 45 minuti ciascuno. Il tempo non si ferma quando il pallone è fuori gioco. Tra un tempo e un altro c'è un intervallo, che di solito dura 15 minuti. L'arbitro è il cronometrista ufficiale della manifestazione e può aggiungere ulteriori minuti a causa del tempo perso sulle sostituzioni, infortuni o di altre interruzioni di gioco. Il recupero è indicato come "tempo di recupero". La durata di questo tempo è a discrezione del direttore di gara. Solo l'arbitro segnala la fine della gara. Il quarto uomo informa i giocatori e spettatori, con un cartello che indica il numero di minuti di recupero. Questo numero può essere esteso dall'arbitro.
In alcuni casi, in cui bisogna designare assolutamente un vincitore, il gioco può essere esteso oltre la fine di 90 minuti, in modo da giocare per più tempo detto supplementare. Se ancora nessun vincitore è emerso, si procede con i tiri di rigore.

### Inizio e ripresa del gioco
La partita di calcio si basa su una serie di regole e si gioca con un pallone da calcio. Con sorteggio prima dell'inizio della partita si decide su quale lato del campo una squadra si vuole posizionare e chi eseguirà il calcio d'inizio. Il pallone è posto sul punto centrale del terreno di gioco, dove infatti si trova un cerchietto bianco. Prima che il calcio d'inizio venga eseguito, tutti gli avversari devono trovarsi ad almeno 9,15 metri (10 iarde del sistema imperiale) di distanza dal pallone, ovvero fuori dal cerchio di centrocampo. Tutti i giocatori devono inoltre trovarsi all'interno delle proprie metà campo. Quando tutti i calciatori hanno preso posizione in conformità alla regola, l'arbitro emette il fischio che autorizza l'esecuzione del calcio d'inizio.
Su calcio d'inizio, il pallone è in gioco quando viene calciato. Fino a qualche tempo fa il pallone doveva essere mosso tassativamente in avanti, ma dal Campionato europeo di calcio 2016 il regolamento, per quanto riguarda ciò, è stato modificato: il pallone può essere quindi mosso in qualsiasi direzione.

### Il pallone in gioco e non in gioco

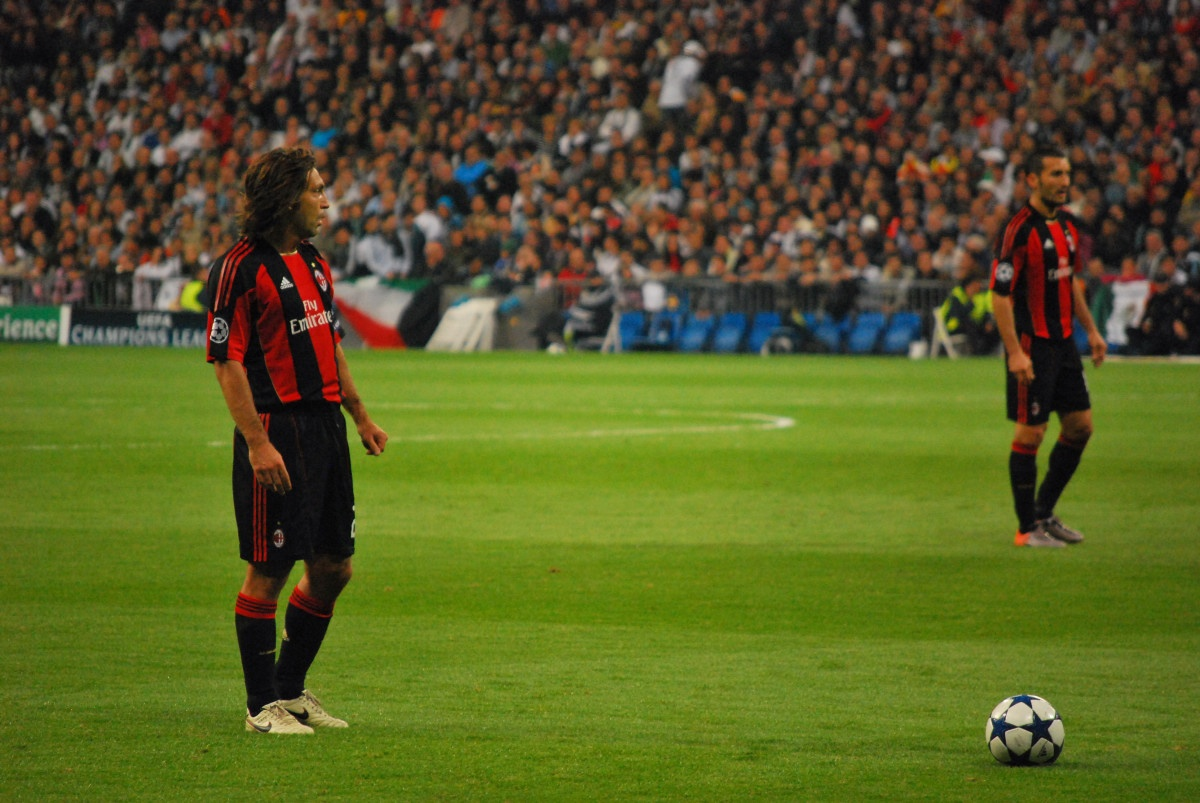
Andrea Pirlo si appresta a battere un calcio di punizione

Il pallone non è in gioco quando ha superato la linea di porta o laterale, sia a terra o in aria e quando il gioco viene interrotto dall'arbitro. Il pallone è in gioco in tutti gli altri casi, compresi quando rimbalza su un palo o traversa o sulla bandierina.
Quando il pallone non è in gioco, il gioco dovrà riprendere con uno delle otto riprese di gioco a seconda di come questo si è interrotto:
- Calcio d'inizio: viene effettuato quando una delle due squadre ha segnato una rete.
- Rimessa laterale: si verifica quando il pallone oltrepassa la linea laterale. È battuta con le mani.
- Calcio di rinvio: si svolge quando il pallone oltrepassa completamente la linea di porta, senza che una rete sia stata segnata, e l'ultimo a toccare il pallone è stato un calciatore della squadra attaccante.
- Calcio d'angolo: si svolge quando il pallone oltrepassa completamente la linea di porta, senza che una rete sia stata segnata, e l'ultimo a toccare il pallone è stato un calciatore della squadra difendente.
- Calcio di punizione indiretto: battuto dalla squadra che subisce una scorrettezza. Una rete non può essere segnata direttamente.
- Calcio di punizione diretto: battuto dalla squadra che subisce un fallo. Una rete può essere segnata direttamente.
- Calcio di Rigore: si batte quando si subisce un fallo nell'area di rigore avversaria.
- Rimessa dell'arbitro: si verifica quando l'arbitro interrompe il gioco per qualunque altro caso che non siano falli o scorrettezze.

### L'esito di una gara

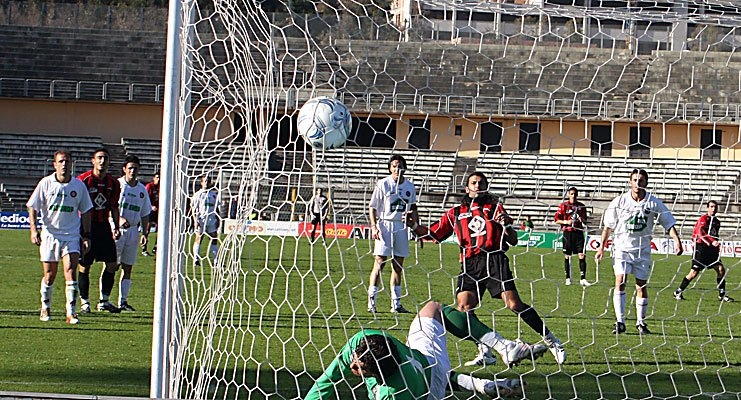
Un gol in una partita di calcio

Lo scopo del gioco è di far entrare il pallone (originariamente una palla di cuoio) nella porta avversaria, delimitata da due pali verticali congiunti nella parte superiore da una traversa. Se per errore un giocatore di una squadra mette il pallone nella propria porta allora si segna un autogol. Gli attaccanti cercano di creare azioni da gol attraverso il palleggio, il passaggio e il tiro in porta, i difensori cercano di riprendere il controllo del pallone attraverso i contrasti o le scivolate. Tutti i giocatori sono liberi di muoversi in mezzo al campo fino a che non si interrompe il gioco per un fallo, un fuorigioco o una rimessa.
Una partita di calcio viene vinta dalla squadra che nei 90 minuti di gioco segna più gol di quella avversaria. In caso di uguale numero di reti segnate, o se non sono stati realizzati gol, la partita è considerata pareggiata.
In competizioni che prevedano l'eliminazione diretta ed esigono quindi che la gara abbia una vincente, si ricorre di solito a tempi supplementari (due tempi della durata massima di 15 minuti ciascuno) e, in caso di ulteriore parità, si passa ai tiri di rigore per stabilire chi accede al turno successivo. Inizialmente, in caso di pareggio, la squadra qualificata veniva determinata tramite il lancio di una monetina.
Alcune varianti nel meccanismo dei tempi supplementari, introdotte dalla seconda metà degli anni novanta prevedevano:
- il golden goal: la prima squadra che segna nei supplementari si aggiudica l'incontro e la partita finisce immediatamente.
- il silver goal: la squadra che riesce a terminare in vantaggio il primo tempo supplementare si aggiudica l'incontro senza bisogno di disputare il secondo tempo supplementare.

Queste modifiche regolamentari sono state abolite nel 2004.
Fino al 24 giugno del 2021 per la UEFA e fino al 25 novembre dello stesso anno per la COMNEBOL nel caso di partite di andata e ritorno, quando la somma dei risultati delle due gare dava un pareggio la squadra qualificata al turno successivo (o eventualmente vincitrice della competizione in caso di finale) poteva essere determinata con la regola dei gol fuori casa: si qualificava la squadra che aveva segnato più gol in trasferta.

### Il fuorigioco

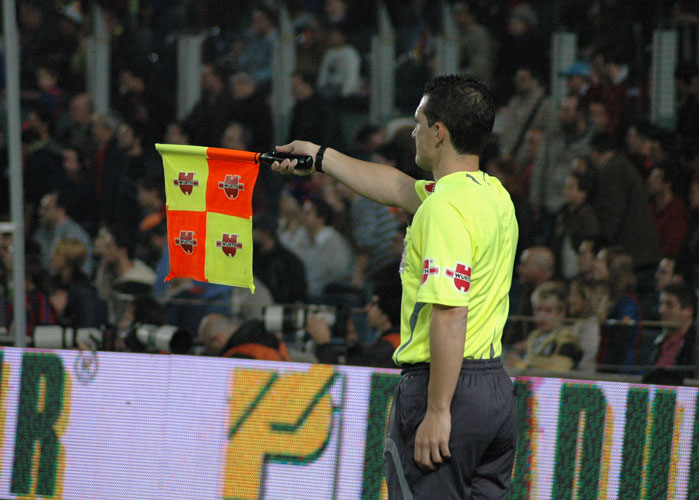
Assistente arbitrale che segnala un fuorigioco

Il fuorigioco descritto nella regola 11 del calcio, è stato progettato in modo tale che un giocatore non può ottenere un vantaggio vicino alla porta avversaria, quando c'è solo un giocatore difendente tra lui e la porta. Un giocatore non è in posizione di fuorigioco se è nella propria metà campo, se è in linea con il penultimo avversario o se è in linea con gli ultimi due avversari. Un giocatore in posizione di fuorigioco viene penalizzato solo se tocca il pallone, se compie un'azione che impatta su un avversario ovvero se interferisce con il gioco, o se trae vantaggio da questa posizione. Un giocatore non è in posizione di fuorigioco se riceve il pallone direttamente da un calcio di rinvio, calcio d'angolo o rimessa laterale. Nel caso di un fuorigioco, l'arbitro assegna un calcio di punizione indiretto alla squadra avversaria, che viene battuto nel dal punto in cui il calciatore ha preso parte attiva al gioco. Il fuorigioco è una delle prime regole che sono state stabilite nel calcio. Considerata una delle più complesse e controverse regole del calcio. La regola è stata oggetto di numerose revisioni da parte dell'International Football Association Board al fine di diventare efficace e migliorare la qualità del calcio come uno spettacolo.

### Falli e scorrettezze

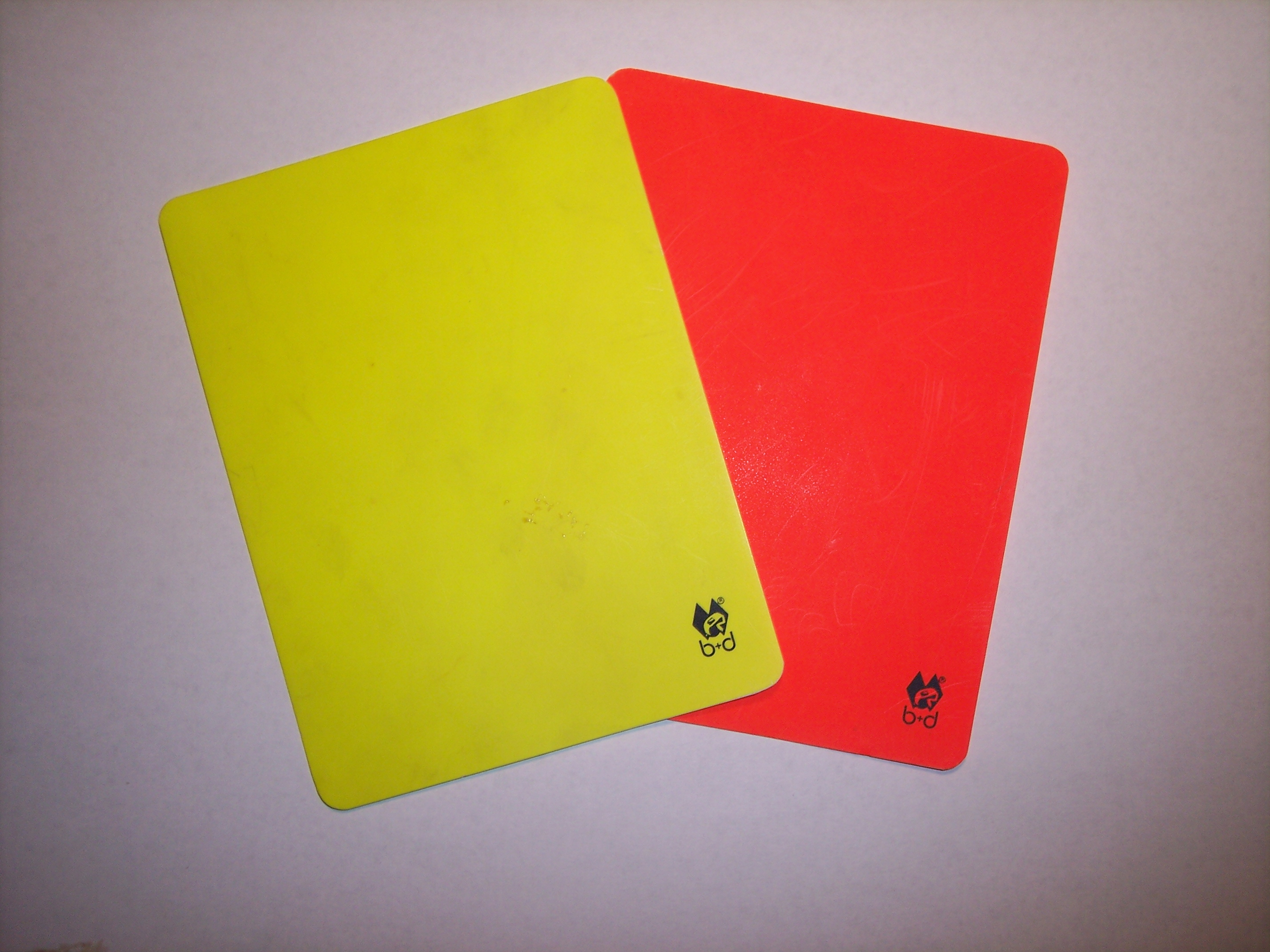
I cartellini giallo e rosso

I falli e le scorrettezze, nel gioco del calcio, sono infrazioni alle regole per le quali l'arbitro deve prendere i dovuti provvedimenti, disciplinari contro il calciatore reo del gesto e tecnici contro la sua squadra; nella fattispecie, i falli sono tutte quelle azioni che prevedono un contatto fisico irregolare tra avversari o tra la mano/braccio di un calciatore ed il pallone, causano l'interruzione del gioco e vengono puniti tecnicamente con l'assegnazione di un calcio di punizione diretto o calcio di rigore, se il fallo avviene dentro l'area di rigore, in favore della squadra avversaria, mentre le scorrettezze sono le infrazioni senza contatto fisico. I falli e le scorrettezze possono inoltre essere puniti con un cartellino giallo o rosso: quest'ultimo comporta per il calciatore che lo riceva l'immediato abbandono della gara, con la sua squadra costretta a giocare con un calciatore in meno, ed una squalifica di durata variabile a seconda del fallo commesso.
La trattazione dei falli e delle scorrettezze è disciplinata alla Regola 12 del Regolamento del Gioco del Calcio. Gli allenatori, vice-allenatori e altro personale di una squadra possono essere puniti con un cartellino giallo o rosso, e possono essere espulsi dall'area tecnica se si comportano in modo inappropriato secondo il Regolamento del Gioco del calcio. Se un fallo è normalmente previsto, l'arbitro può lasciare proseguire il gioco applicando il "vantaggio", ovvero se alla squadra che subisce il fallo o la scorrettezza è maggiormente favorevole continuare invece che usufruire del calcio di punizione. L'arbitro può chiamare fallo se il vantaggio previsto non si concretizza nell'immediatezza. L'autore del fallo può essere sanzionato disciplinarmente alla successiva interruzione del gioco.
La decisione dell'arbitro su qualsiasi questione che rientri nel campo di gioco sono definitive e inappellabili. Il risultato della partita non può essere modificato dopo la partita, anche se la prova successiva mostra che le decisioni non erano corrette. Un arbitro può modificare la decisione solo durante la gara, a condizione che il gioco non sia nel frattempo ripreso.
Insieme con l'amministrazione generale dello sport, le associazioni di calcio e gli organizzatori di calcio cercano di far rispettare il buon comportamento nelle aree più ampie legate al calcio, come ad esempio commenti della stampa, la gestione finanziaria del club, doping. Le pene per i reati di cui sopra possono essere imposte su individui o gruppi. Le sanzioni vanno da multe e la sottrazione di punti o espulsione dalle competizioni.

### Ruoli, moduli e schemi di gioco
I ruoli principali del calcio sono 4: il portiere, il difensore, il centrocampista e l'attaccante. Le regole stabiliscono solo che uno dei giocatori debba essere designato come portiere, mentre gli altri ruoli non vengono menzionati.
Benché i giocatori abbiano solitamente compiti specifici di attacco o difesa, essi non devono necessariamente rimanere sempre nella loro zona di competenza (difesa, centrocampo o attacco), ma è possibile per un difensore partecipare alla fase offensiva o, viceversa, per un attaccante aiutare in quella difensiva.
Le squadre solitamente vengono disposte in campo secondo alcuni moduli che si sono canonizzati nel tempo e durante lo svolgersi della partita applicano diversi schemi di gioco a seconda dell'interpretazione dell'allenatore o del responsabile tecnico della squadra.

#### Portiere

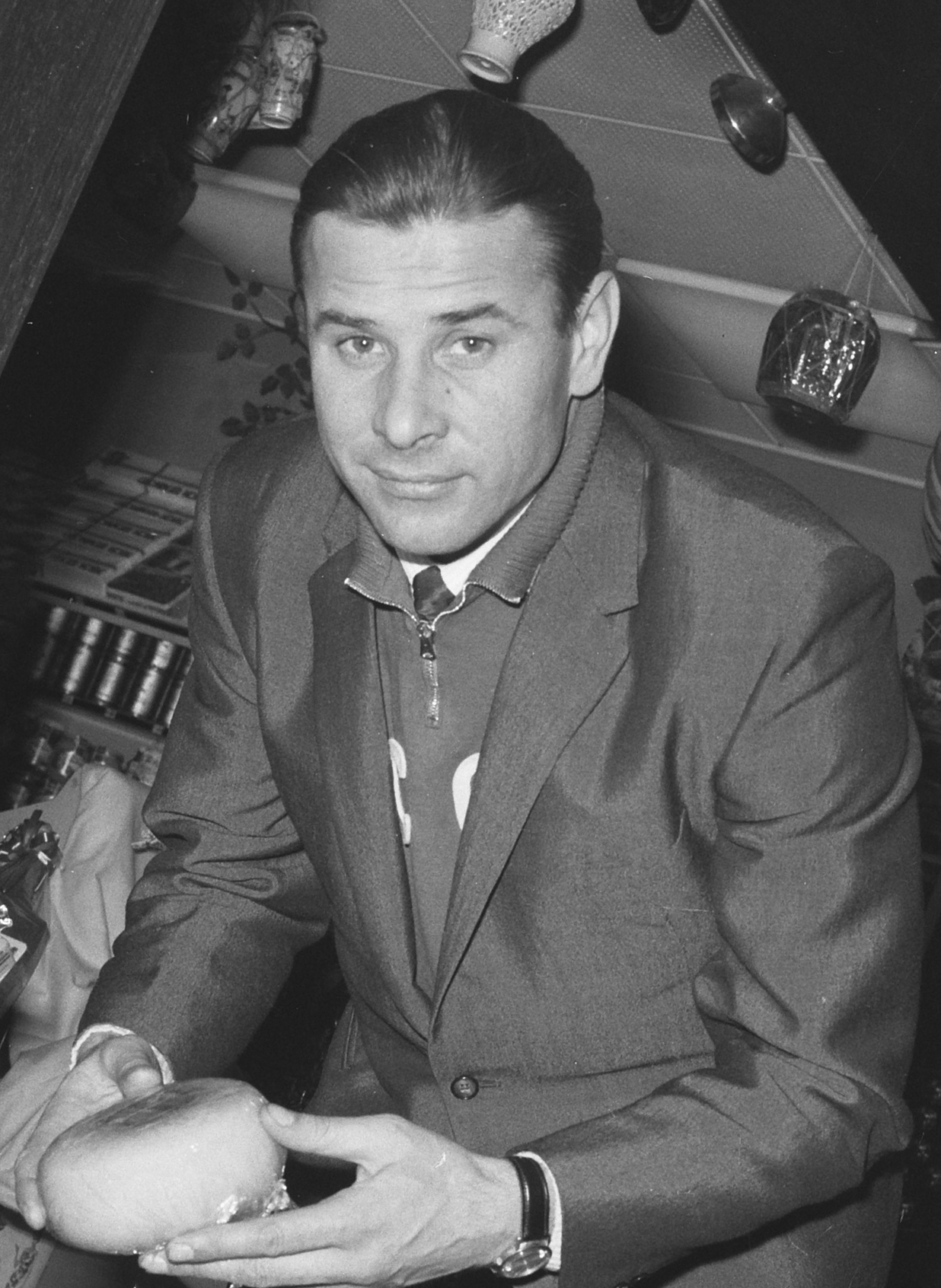
Lev Yashin, l'unico portiere insignito del pallone d'oro

Il portiere è il giocatore il cui obiettivo principale è quello di impedire che il pallone entri in porta durante la partita. Il portiere è l'unico giocatore che può toccare il pallone con le mani durante il gioco attivo, ma solo all'interno della propria area. Ogni squadra deve avere un unico portiere in campo. Nel caso in cui il giocatore debba lasciare il campo di gioco per qualsiasi motivo, deve essere sostituito da un altro giocatore, o uno che è in gioco o un sostituto. Questi giocatori devono indossare una maglia diversa dai loro compagni di squadra, dai loro avversari (compreso il portiere) e dal corpo arbitrale.

#### Difensore
Il difensore è il giocatore che si trova fra il portiere e i centrocampisti, il cui obiettivo principale è quello di fermare gli attacchi della squadra avversaria. La posizione dei difensori davanti al portiere forma una linea, se solo un giocatore si trova dietro a questa linea, viene chiamato "libero" poiché non ha compiti di marcatura fissa ma di comandare la difesa e, a volte, anche di impostare il gioco. Giocatori situati sui lati del terreno sono chiamati "terzini" o "terzini fluidificanti" (che hanno doti più offensive) e grazie alla loro posizione (più vicini ai centrocampisti) possono avanzare sulle fasce. I centrali vengono chiamati "difensori centrali" o "stopper" (ciò dipende dal loro compito).

#### Centrocampista
Il centrocampista è la persona che gioca a centrocampo in un campo di calcio. I suoi obiettivi principali sono: il recupero palla e creare gioco sfruttando il possesso palla. Secondo la posizione del centrocampista e le sue caratteristiche possiamo dividerli in difensivi ("mediano"), centrocampisti puri ("regista", "centrale", "centrocampista laterale"), e offensivi ("mezzala", "ala tornante", "trequartista").

#### Attaccante
Un attaccante è un giocatore di una squadra di calcio che eccelle in posizione di attacco, il più vicino alla porta della squadra avversaria, ed è a lui affidato il compito di segnare per la squadra. È molto importante, per chi copre questo ruolo, essere in continuo movimento, guardare il gioco della squadra e smarcarsi per rendere più facile per il portatore di palla il passaggio. La velocità è essenziale, un avanzamento veloce è inarrestabile, anche se la difesa è più forte. L'attaccante può differenziarsi in base alle sue caratteristiche e posizione in "prima punta", "seconda punta", "mezzapunta" e, nei primi moduli della storia del calcio, "ala" (successivamente all'introduzione del 4-4-2 l'ala divenne un centrocampista esterno).

#### Capitano
Quello del capitano, identificato con una fascia posta sul braccio, non è un vero e proprio ruolo, ma è ugualmente coperto obbligatoriamente da un calciatore, ed è generalmente il giocatore più rappresentativo della squadra.
Le funzioni ufficiali delle quali è investito sono quelle di partecipare al sorteggio iniziale per stabilire quale squadra batterà il calcio d'inizio e quale invece sceglierà la metà campo da occupare, ed - eventualmente - di partecipare al sorteggio dopo i tempi supplementari per decidere chi sarà la prima squadra a battere i tiri di rigore.
Inoltre, a termini di regolamento, è l'unico giocatore che può conferire con l'arbitro a gioco fermo.

## Attività fisica
Il calcio comprende un'intensa attività fisica per la salute a tutti i livelli. Un giocatore di calcio professionistico, per esempio, durante una partita di 90 minuti, a seconda della sua posizione e delle dimensioni del campo, può perdere oltre 2 litri di liquidi, parte dei quali vengono recuperati durante il tempo di riposo. Durante la partita i giocatori hanno a disposizione l'intervallo per idratarsi.
Il calcio, dato anche l'alto numero di praticanti, è uno degli sport con il maggior numero di infortuni, anche se la maggior parte di loro non sono gravi. Le lesioni più comuni si verificano agli arti inferiori, in particolare alle ginocchia e caviglie per i movimenti di rotazione a cui sono sottoposti. Oltre a contusioni e distorsioni, anche lesioni meniscali, dei legamenti crociati, e ai muscoli ischiocrurali della coscia sono lesioni comuni nel calcio. Le probabilità di infortuni aumentano quando il giocatore non ha un'adeguata preparazione fisica, in particolare in un atleta dilettante, e quando la partita si gioca su un terreno irregolare. Per i giocatori semi-professionisti o professionisti è fondamentale la presenza di un preparatore atletico per regolare il tipo di esercizio e la sua durata e regolarità. Il lavoro fatto in allenamento dovrebbe essere integrato con una dieta adeguata, che viene consigliata anche per un professionista in questo campo.

## Organizzazione
Per quanto riguarda il governo del calcio occorre distinguere tra livello mondiale, continentale e nazionale.

### Organizzazioni internazionali
Il maggior organo di governo del calcio a livello internazionale è la FIFA, acronimo di Fédération Internationale de Football Association (in italiano Federazione Internazionale del Calcio), che ha sede a Zurigo, in Svizzera.
Per quanto riguarda la redazione, innovazione e interpretazione delle regole calcistiche, opera l'IFAB, un organismo incardinato nella struttura della FIFA all'interno del quale hanno diritto di voto 8 membri, 4 designati dalla FIFA stessa e altrettanti dalle 4 federazioni calcistiche britanniche (la FA per l'Inghilterra, la SFA per la Scozia, la FAW per il Galles e la IFA per l'Irlanda del Nord). Tale funzione normativa del regolamento del calcio è svolta in via esclusiva e tassativa in campo professionistico e dilettantistico, in quanto sulle regole del gioco del calcio, che vengono fatte applicare attraverso l'arbitro e i suoi assistenti, non si è mai configurata un'effettiva funzione normativa sussidiaria delle federazioni continentali e nazionali.

### Elenco confederazioni continentali
Membri dell'AFC
     Membri della CAF
     Membri della CONCACAF
     Membri della CONMEBOL
     Membri dell'OFC
     Membri della UEFA

Confederazioni della FIFA:
Membri dell'AFC
Membri della CAF
Membri della CONCACAF
Membri della CONMEBOL
Membri dell'OFC
Membri della UEFA

Sei confederazioni continentali sono affiliate alla FIFA:
- Asian Football Confederation (AFC) per l'Asia (ad eccezione di Armenia, Azerbaigian, Georgia, Israele, Kazakistan e Turchia) e l'Australia.
- Confédération Africaine de Football (CAF) per l'Africa.
- Confederation of North, Central American and Caribbean Association Football (CONCACAF) per l'America settentrionale, centrale, i Caraibi, la Guyana, la Guyana francese e il Suriname.
- Confederación Sudamericana de Fútbol (CONMEBOL) per l'America meridionale eccetto Guyana, Guyana francese e Suriname.
- Oceania Football Confederation (OFC) per l'Oceania a eccezione dell'Australia.
- Union of European Football Associations (UEFA) per l'Europa, l'Armenia, l'Azerbaigian, la Georgia, Israele, il Kazakistan e la Turchia.

All'interno delle sei federazioni continentali operano le federazioni calcistiche nazionali. Esse sovrintendono le competizioni calcistiche nel rispettivo territorio nazionale. In totale sono 208 le federazioni nazionali affiliate sia alla FIFA che alla propria federazione continentale e altre 13 sono affiliate solo alla propria federazioni continentale.
Al di fuori dell'organizzazione della FIFA operano anche alcune federazioni rappresentanti regioni o stati non riconosciuti a livello internazionale, che sono affiliate alla Nouvelle Fédération-Board (NF-Board). La NF-Board comprende 37 membri di cui 15 hanno preso parte almeno una volta alla VIVA World Cup.

## Competizioni
Queste le competizioni organizzate dalle varie federazioni continentali:
- AFC: Coppa d'Asia, AFC Champions League, AFC Cup
- CAF: Coppa d'Africa, CAF Champions League, Coppa della Confederazione CAF, Supercoppa CAF
- CONCACAF: CONCACAF Gold Cup, CONCACAF Champions League
- CONMEBOL: Coppa America, Coppa Libertadores, Coppa Sudamericana, Recopa Sudamericana
- OFC: Coppa d'Oceania, OFC Champions League
- UEFA: Campionato europeo, UEFA Champions League, UEFA Europa League, UEFA Europa Conference League, Supercoppa UEFA

### Competizioni per club

#### Competizioni nazionali

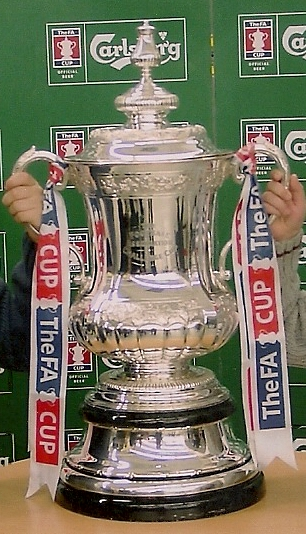
La FA Cup

Prima della nascita delle competizioni ufficiali, i calendari dei club erano formati esclusivamente da partite amichevoli. Le amichevoli tra squadre rimasero presenti in forte numero fino ai primi anni sessanta, quando dovettero cedere il passo al moltiplicarsi degli impegni ufficiali. Nel 1871, per esempio, alcuni club inglesi non furono in grado di iscriversi alla prima edizione della Coppa d'Inghilterra, giocatasi nel 1871-1872, in quanto i loro calendari erano già pieni. Cercando di stabilizzare la situazione, i club inglesi decisero di creare il primo campionato nel 1888-1889. Nacquero così i due elementi principali del calendario di un club: il campionato e la coppa.
Nella maggioranza dei paesi vengono effettuati due tipi di competizioni: il campionato nazionale, che costituisce la competizione più importante, e la coppa nazionale, strutturata principalmente in scontri ad eliminazione diretta. In Inghilterra, Spagna e Francia, la coppa nazionale fu creata prima del campionato, dando così alla FA Cup, alla Copa del Rey e alla Coupe de France un fascino e un'aura particolare. Al contrario la Coppa Italia, che nacque dopo l'apertura del campionato italiano di calcio, non gode di molto pregio tra società e tifosi italiani. In alcuni paesi, come per esempio l'Inghilterra o la Scozia, vennero istituite anche altre coppe, le cosiddette "Coppe di Lega", i cui partecipanti sono esclusivamente club professionisti mentre in Sudamerica l'idea di coppa nazionale è spesso assente.
Il vincitore del campionato è solitamente proclamato al termine della stagione, in base ai punti ottenuti in classifica. Fino agli anni 1980, la vittoria comportava l'assegnazione di 2 punti: in seguito, per aumentare la differenza tra un pareggio e una vittoria, quest'ultima assegna 3 punti. In alcuni campionati, invece, il vincitore non è dichiarato a conclusione della stagione regolare ma dopo i play-off (cui accedono le squadre piazzatesi ai primi posti): questo formato, tipico dello sport statunitense, è stato introdotto anche dalla Pro League belga nella stagione 2008-09.
Un'altra importante differenza con il sistema americano è la possibilità di essere promossi o retrocessi di divisione. Quando la seconda divisione inglese fu creata nel 1892, tutti i club principali decisero all'unanimità di non rinunciare al privilegio di giocare in prima serie: pertanto lo Small Heath, primo campione della seconda divisione nella stagione 1892-1893 non venne promosso in prima divisione. Il sistema di promozione/retrocessione entrò in essere solo nel 1899 dopo una serie di play-off in cui si sfidarono le prime classificate della seconda divisione e le ultime della prima.
La "Lega" (termine indicante la prima divisione) rimase per diverso tempo ostile a tutte le promozioni automatiche dalle leghe minori, dette "non-Lega", che indicava le squadre di livello inferiore alla seconda divisione: con un voto tra i club professionisti si stabilì pertanto di creare dalla stagione 1920-1921 la terza divisione, che andava a contenere tutte le squadre semi-professionistiche. Nel 1986 il sistema fu nuovamente modificato con l'inserimento di una nuova divisione, chiamata Conference, nella quale furono inserite le formazioni dilettantistiche. Una simile evoluzione verrà introdotta in Francia nel 1970, con la creazione di un sistema di campionati piramidale "aperto", rispetto al precedente sistema "chiuso" (senza promozioni e retrocessioni) usato dal 1932 al 1970. In questo periodo diversi club amatoriali divennero professionistici, dato che le promozioni avevano finalmente a che fare con i risultati ottenuti sul campo. In alcuni rari casi, come per esempio negli Stati Uniti, non esiste un sistema di promozione/retrocessione (automatica o tramite play-off/play-out) tra le varie divisioni, ma rimane utilizzato il sistema "chiuso".
A differenza del modello inglese, i campionati furono creati su base regionale con l'utilizzo dei play-off tra i vari campioni regionali per stabilire il campione nazionale. Questo particolare sistema venne utilizzato in Francia dal 1894 al 1919, nei Paesi Bassi dal 1897 al 1956, in Italia dal 1898 al 1929, e in Germania fino al 1963 con la creazione nello stesso anno della Bundesliga.
In diversi paesi dell'America Latina i campionati si svolgono in forma di Apertura e Clausura, eleggendo quindi due campioni ogni anno. In Brasile, al contrario, il campionato nazionale (chiamato Brasileirão) si tiene in formula unica: nato relativamente di recente (nel 1971), si aggiunse ai già presenti campionati statali, svolti stato per stato nei primi mesi dell'anno e contraddistinti da un'importanza quasi pari a quello nazionale (come il Campionato Gaúcho, il Campionato Paulista eccetera). Contrariamente ad altri paesi sudamericani, il Brasile ha anche una coppa nazionale, la Copa do Brasil, inaugurata nel 1989.

#### Competizioni internazionali
Le maggiori competizioni internazionali tra club si tenevano in origine generalmente tra le feste pasquali e la fine della stagione. Una delle prime manifestazioni fu il Challenge international du Nord, che mise di fronte ogni anno club francesi, belgi, svizzeri, inglesi e olandesi e che si tenne dal 1898 al 1914. Tornei di questo tipo si moltiplicarono con il passare degli anni cui parteciparono anche squadre rinomate: è il caso della Coppa delle Nazioni giocata nel 1930 a Ginevra (Svizzera) e il Torneo Internazionale dell'Expo Universale di Parigi 1937, che raccolse i principali club del Vecchio Continente.

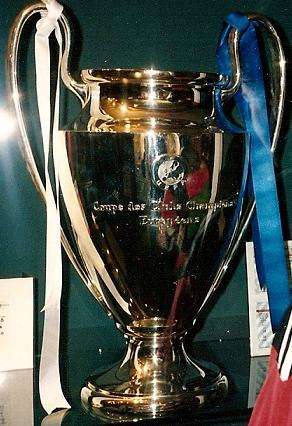
La UEFA Champions League

I club dell'Europa centrale si affrontarono ogni anno, a partire dal 1927 nella Coppa Mitropa (tenutasi fino al 1992) mentre nella Coppa Latina (giocata dal 1949 al 1957) si sfidarono i campioni di Spagna, Italia, Portogallo e Francia.
L'evoluzione del trasporto aereo e l'installazione dei dispositivi di illuminazione per le partite in notturna, giocate durante la settimana, resero possibile la creazione di quelle che sono le attuali competizioni continentali. La "Coppa dei Campioni d'Europa" (dal 1992-1993 denominata UEFA Champions League, nota semplicemente come Champions League) nacque a Parigi per iniziativa del quotidiano sportivo L'Équipe: la prima edizione si tenne nel 1955-1956. Inizialmente limitata ai soli campioni nazionali, negli anni novanta la manifestazione fu aperta anche ai vice-campioni di ogni nazione e successivamente fu permessa la partecipazione anche ai terzi e quarti classificati secondo il coefficiente UEFA, che tiene conto dei risultati ottenuti dai club nelle 5 stagioni precedenti allo scopo di stabilire quali nazioni abbiano diritto di portare più squadre alla manifestazione. Oltre alla Champions League, altre coppe sono la Coppa delle Coppe dedicata ai vincitori delle coppe nazionali (soppressa nel 1999), la UEFA Europa League (ex Coppa UEFA), la Coppa Intertoto (nata nel 1995, ultima edizione nel 2008), la Conference League (dal 2021-2022) e la Supercoppa UEFA: tutte queste manifestazioni sono organizzate dalla UEFA.
Basandosi sul modello europeo, le altre confederazioni crearono competizioni simili: in Sudamerica la CONMEBOL organizzò la Copa Campeones de América (dal 1965 denominata Coppa Libertadores, in spagnolo Copa Libertadores de América) dal 1960 per i vincitori del campionato nazionale, la Coppa CONMEBOL dal 1992 al 1999 (equivalente della Coppa UEFA), la Coppa Mercosur e la Coppa Merconorte dal 1998 al 2001, confluite dal 2002 nella Copa Sudamericana (equivalente della UEFA Europa League) e dal 2003 la Recopa Sudamericana (equivalente della Supercoppa UEFA).
In Nordamerica la CONCACAF organizzò dal 1962 la CONCACAF Champions' Cup (dal 2008 CONCACAF Champions League) per i campioni nazionali e la CONCACAF Cup Winners Cup dal 1991 al 1998. In Africa la CAF organizzò la CAF Champions League dal 1964 per i campioni nazionali, la Coppa delle Coppe d'Africa dal 1975 al 2003 per i vincitori della coppa nazionale e la Coppa CAF dal 1992 al 2003 (equivalente della Coppa UEFA), confluite del 2004 nella Coppa della Confederazione CAF, e dal 1992 la Supercoppa CAF.
In Asia la AFC organizzò dal 1967 l'AFC Club Championship (dal 2004 AFC Champions League) per i campioni nazionali e la Coppa dell'AFC dal 2004. Infine, in tempi più recenti, in Oceania l'OFC organizzò l'OFC Club Championship (dal 2007 OFC Champions League) a partire dal 1987.
I vincitori della Coppa dei Campioni europea e della Coppa Libertadores si sfidarono dal 1960 al 2004 nella Coppa Intercontinentale. L'evento fu aperto anche alle altre confederazioni nel 2005 con la creazione, non senza difficoltà, della Coppa del Mondo per club da parte della FIFA. Una prima edizione pilota si tenne nel 2000, ma la competizione diventò annuale ufficialmente a partire dal 2005. Sulla falsariga della Coppa Intercontinentale anche la CONMEBOL e la CONCACAF organizzarono, anche se in maniera discontinua, dal 1968 al 1998 la Coppa Interamericana, nella quale si affrontavano i vincitori della Coppa Libertadores e della CONCACAF Champions' Cup e la CAF e la AFC la Coppa dei Campioni afro-asiatica (o Coppa Intercontinentale Africa-Asia) dal 1986 al 1998.

### Competizioni tra nazioni
Il Torneo Interbritannico (in inglese British Home Championship), giocato dal 1883 al 1984, fu la prima competizione che mise di fronte squadre nazionali: si giocava fra le nazionali di Inghilterra, Galles, Scozia e Irlanda del Nord.

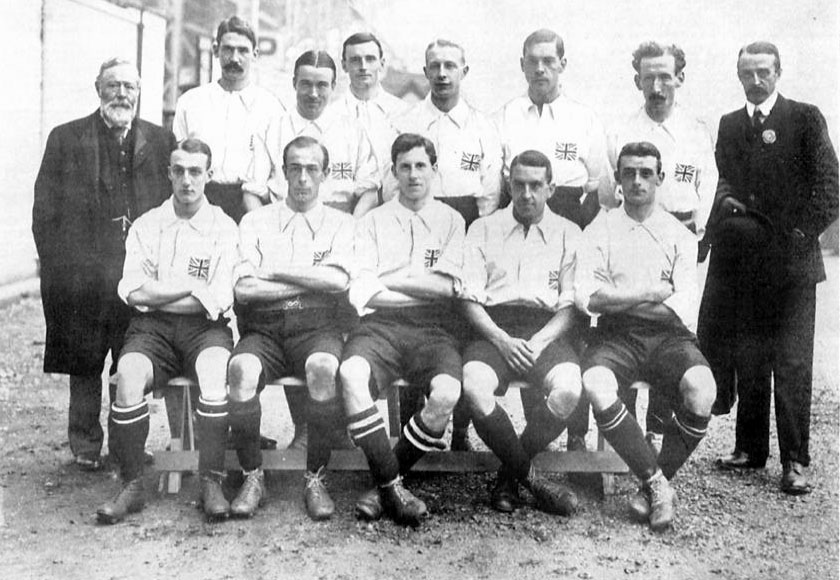
La Nazionale di calcio del Regno Unito vincitrice del Torneo olimpico del 1908

Il progetto di una Coppa del Mondo figurò nei progetti della FIFA sin dalla sua fondazione nel 1904, e vide la sua nascita nel 1930 sotto la spinta data dal torneo olimpico di calcio. Le Olimpiadi erano fino a quel momento la maggiore manifestazione calcistica ma, con l'avvento del professionismo anche al di fuori delle isole britanniche negli anni venti e trenta, le squadre nazionali si presentarono ai Giochi Olimpici non più con la Nazionale maggiore, ma con compagini formate esclusivamente da giocatori non professionisti. Anche per questo le nazioni dell'est europeo, ufficialmente non professioniste, dominarono i tornei olimpici anche dopo la seconda guerra mondiale. Nel 1992 il Comitato Olimpico Internazionale decise di permettere ai professionisti di partecipare ai giochi, ma la FIFA pose il veto sulla partecipazione delle Nazionali maggiori. Si decise pertanto di schierare i giovani che, all'inizio della fase eliminatoria (solitamente un anno prima dei Giochi), avessero meno di 21 anni: nacque così la denominazione Under-23 data dal CIO. Fu permesso di aggiungere 3 giocatori che avessero più di 23 anni (chiamati "fuori quota"), lasciando la scelta a discrezione della nazione.
La Coppa del Mondo FIFA, che si tiene ogni 4 anni, è l'evento più importante del calcio mondiale. Fu inaugurata nel 1930 da Jules Rimet, al tempo presidente della FIFA: nel formato attuale, la fase finale è giocata da 32 squadre nazionali (questo numero fu fissato nel 1998, dato che precedentemente le selezioni ammesse alla fase finale erano 24 ed è rimasto tale fino al 2022; dal 2026 la fase finale sarà allargata a 48 squadre), qualificate per mezzo di fasi eliminatorie tenute da ogni singola confederazione nei 2 anni precedenti alla fase finale. Otto selezioni nazionali hanno vinto almeno una volta la Coppa del Mondo: il Brasile (5 vittorie), la Germania (4), l'Italia (4), l'Argentina (3), la Francia (2), l'Uruguay (2), l'Inghilterra e la Spagna (1).
Le confederazioni a loro volta organizzano delle manifestazioni continentali: il Campionato europeo di calcio, la Coppa delle Nazioni Africane, la CONCACAF Gold Cup, la Coppa America, la Coppa delle Nazioni Oceaniane e la Coppa d'Asia. Nel 1992 fu creata la Confederations Cup, Inizialmente a inviti, poi a cadenza biennale dal 1997 e organizzata ogni 4 anni a partire dal 2005, mette di fronte, oltre ai vincitori delle 6 manifestazioni precedentemente elencate, il Paese ospitante e la detentrice della Coppa del Mondo.
Le manifestazioni sopra indicate nacquero inizialmente come maschili, ma la stessa organizzazione è stata applicata per i giovani (campionati giovanili Under-20 e Under-17) e per le donne, come il Campionato mondiale femminile di calcio e manifestazioni corrispettive.

## Squadre di calcio nazionali
- Lista delle squadre nazionali di calcio europee
- Lista delle squadre nazionali di calcio sudamericane
- Lista delle squadre nazionali di calcio africane
- Lista delle squadre nazionali di calcio asiatiche
- Lista delle squadre nazionali di calcio nordamericane
- Lista delle squadre nazionali di calcio oceaniane

## Calcio femminile

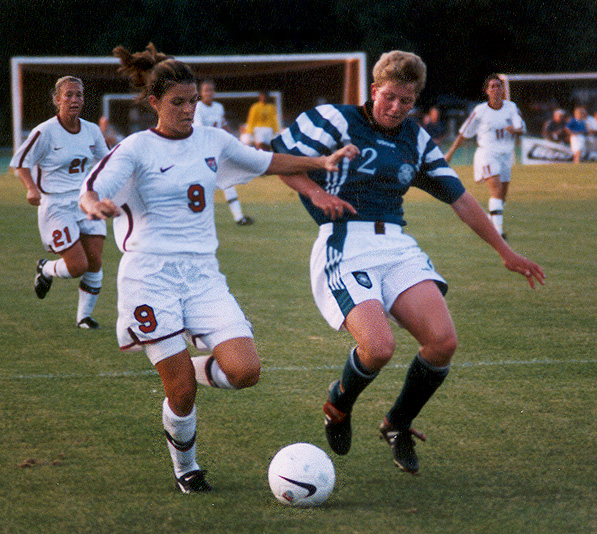
La statunitense Mia Hamm durante un contrasto con Kerstin Stegemann della Nazionale tedesca mentre veste la maglia numero 9 della propria Nazionale (1997)

La prima partita di calcio femminile si tenne a North London nel 1895. Inizialmente, in particolare nel Regno Unito, il calcio femminile era associato a partite di beneficenza e all'esercizio fisico. Questa percezione cambiò decisamente negli anni settanta, quando il calcio femminile fu ufficialmente riconosciuto come sport alla pari di quello maschile.
La crescita del calcio femminile professionistico ha visto il lancio di competizioni, sia nazionali che internazionali, speculari al calcio maschile. Il periodo d'oro del calcio femminile è collocabile all'inizio degli anni venti del XX secolo, quando il numero di spettatori in alcune partite raggiunse le 50 000 unità. Tutto ciò fu fermato il 5 dicembre del 1921 quando la Federazione calcistica dell'Inghilterra bandì il gioco del calcio femminile dai campi utilizzati dai propri club, stessa cosa che successe in Italia negli anni 30, quando il regime fascista proibì alle calciatrici di giocare. Il bando in Inghilterra fu rimosso nel dicembre del 1969 e la UEFA votò per il riconoscimento ufficiale del calcio femminile nel 1971. La FIFA Women's World Cup (il campionato mondiale femminile di calcio) fu inaugurato nel 1991 e da allora viene tenuto ogni quattro anni.

## Varianti del calcio

### Calcio a 5

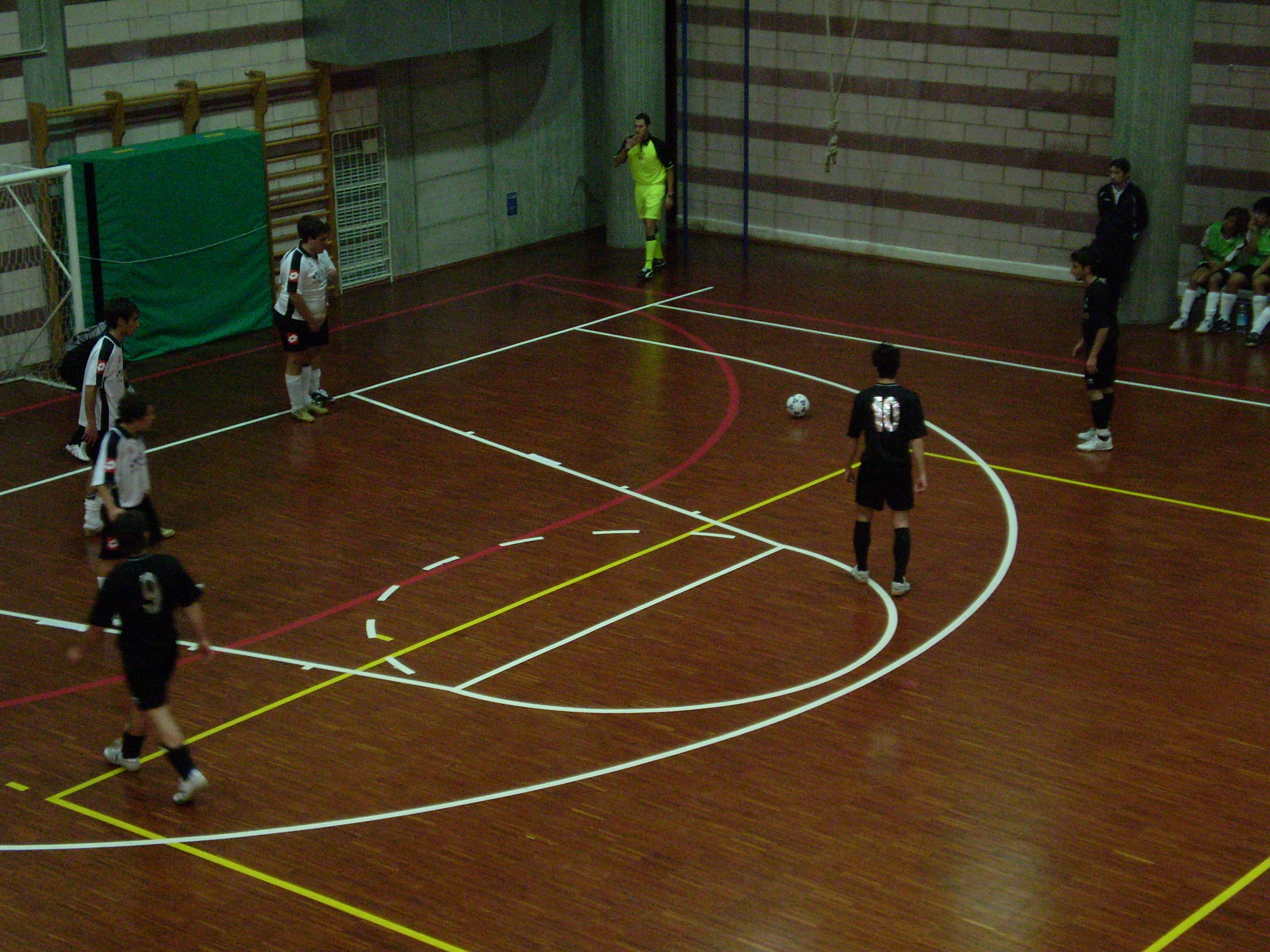
Un calcio di punizione in una partita di calcio a 5

Il calcio a 5 (gestito, come per il calcio, dalla FIFA e parallelamente in una versione con regole leggermente diverse dall'AMF - Asociación Mundial de Futsal) si gioca tra due squadre di 5 giocatori ciascuna. Le partite durano 60 minuti e si disputano due tempi di 30 minuti effettivi. Le regole basilari sono simili a quelle del calcio, ma non vi è il fuorigioco, le rimesse laterali vengono effettuate con i piedi ed è possibile operare un numero illimitato di sostituzioni. Inoltre, contrariamente a quanto avviene nel calcio, in ognuno dei due tempi di gioco ogni squadra può richiedere un time-out di un minuto.
Diversa è anche la gestione dei falli: le infrazioni sono principalmente le stesse del calcio ma, similmente a quanto avviene per esempio nel basket, dal sesto fallo commesso in un solo tempo viene accordato un tiro libero diretto senza la possibilità di formare una barriera. Inoltre nella versione dell'AMF esiste anche il cosiddetto "cartellino blu", che obbliga chi lo riceve a essere sostituito da un compagno e dopo aver fatto 5 falli personali bisogna lasciare il campo venendo sostituiti da un altro giocatore e non si può più rientrare.
Le partite si svolgono su campi di dimensioni ridotte rispetto a quello da calcio e usando delle porte e un pallone anch'essi più piccoli. Tra le due versioni vi sono alcune differenze, in particolare riguardo alle dimensioni di campi e palloni e nelle norme che regolano il ruolo del portiere.

### Calcio a 7 e calcio a 8
Il calcio a 7 e il calcio a 8 o calciotto sono un misto tra calcio e calcio a 5. Anche in questo caso le differenze principali sono la durata dei tempi (due di rispettivamente 20 e 25 minuti ciascuno), le dimensioni del campo, più piccolo rispetto a quello da calcio, e l'assenza del fuorigioco.

### Calcio da spiaggia

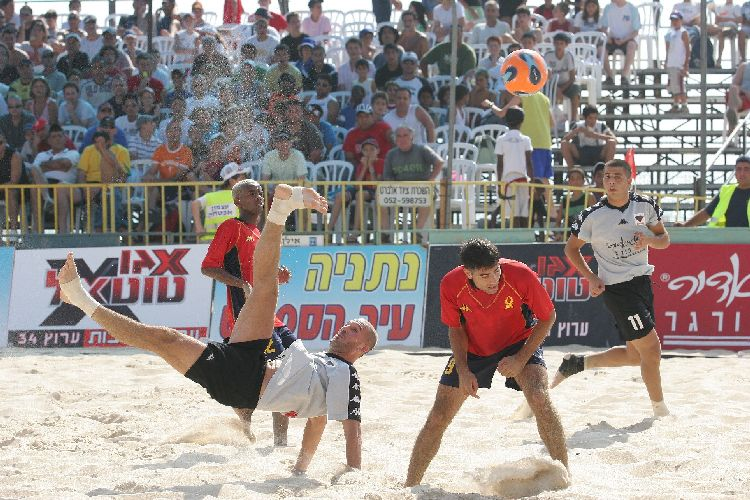
Azione di una partita di calcio da spiaggia in Israele

Il calcio da spiaggia si gioca senza scarpe sulla sabbia in un campo di 35 per 25 metri. La partita si disputa in 3 tempi di 12 minuti l'uno, per un totale di 36 minuti effettivi, fin quando il cronometro viene fermato quando il gioco è interrotto. Tutti i calci di punizione sono diretti e vengono battuti senza la barriera.
A differenza del calcio esistono le espulsioni a tempo: se un giocatore riceve due cartellini gialli deve abbandonare il campo per 2 minuti senza poter essere sostituito e l'espulsione per somma di ammonizioni avviene al terzo cartellino giallo ricevuto. Le rimesse laterali possono essere battute sia con i piedi che con le mani.

## Indoor soccer

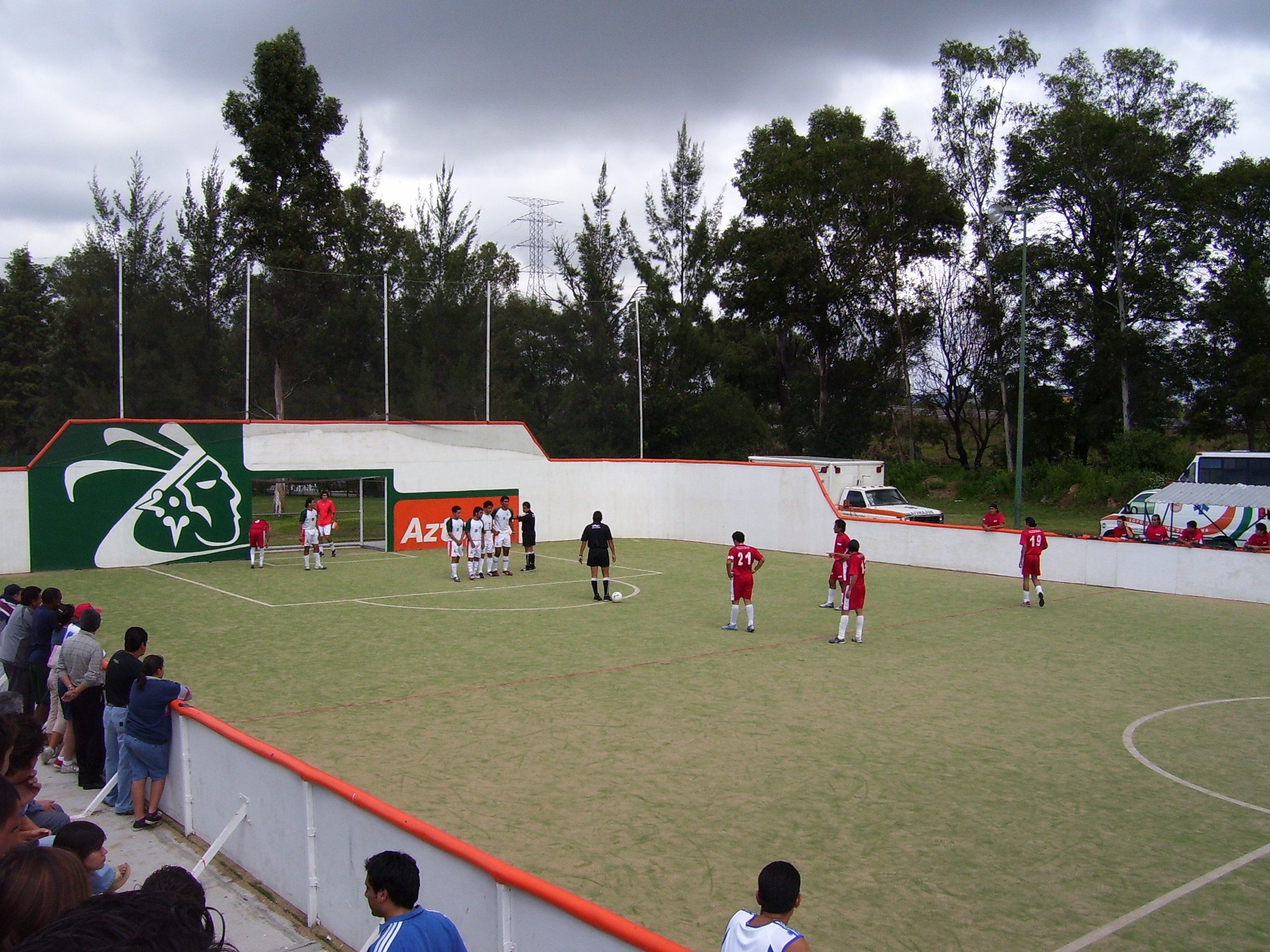
Una partita di indoor soccer o showbol in Messico

Lo indoor soccer o arena soccer o showbol è molto simile al calcio a 5, ma si gioca su un campo in erba sintetica leggermente più piccolo e delimitato da un recinto contro il quale può rimbalzare il pallone senza mai uscire di gioco.
La partita si disputa tra due squadre di 6 giocatori, di cui uno portiere, in due tempi di 25 minuti ciascuno.

### Calcio per disabili

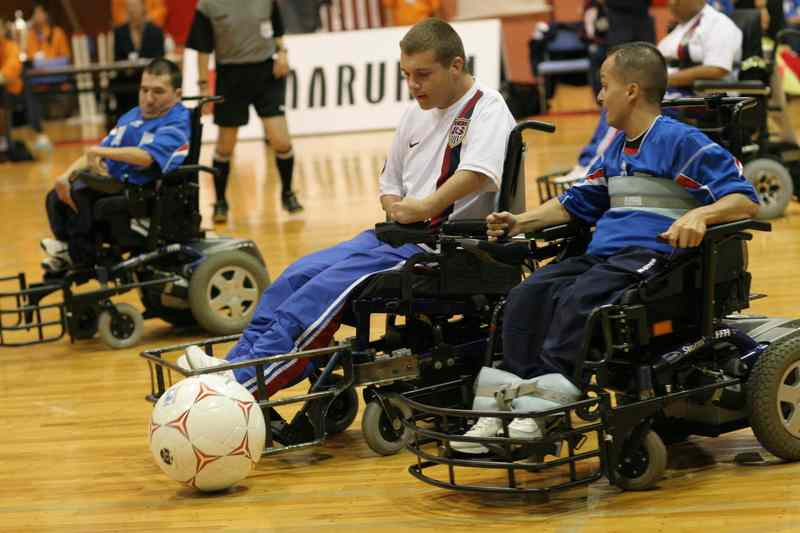
Una partita di calcio in carrozzina

Esistono tre varianti del calcio per i disabili, utilizzate in particolare nei Giochi paralimpici: una per persone affette da cecità, una per persone affette da paralisi cerebrale infantile e l'altra per disabili in sedia a rotelle.
La prima, denominata calcio a 5 per ciechi, si gioca tra due squadre di 5 giocatori l'una. Il portiere non deve soffrire di cecità totale (B-1). Si disputano due tempi di 25 minuti ciascuno e il campo, di forma rettangolare, è lungo tra i 38 e i 42 metri e largo tra i 18 e i 22 metri. Viene utilizzato un pallone che emette un suono chiaramente udibile dai giocatori.
La seconda, denominata calcio a 7-un-lato, è molto simile al calcio tradizionale. Le differenze più importanti si hanno nel numero dei giocatori (7 per squadra), le minori dimensioni di campo da gioco e porte, l'assenza del fuorigioco e la libertà di eseguire le rimesse laterali. Possono parteciparvi giocatori che abbiano una paralisi cerebrale infantile di classe da 5 a 8.
Il calcio in carrozzina è simile al calcio a 5 e si gioca su un campo da pallacanestro tra due squadre di 4 giocatori l'una che si affrontano in due tempi di 20 minuti ciascuno.

### Altre varianti

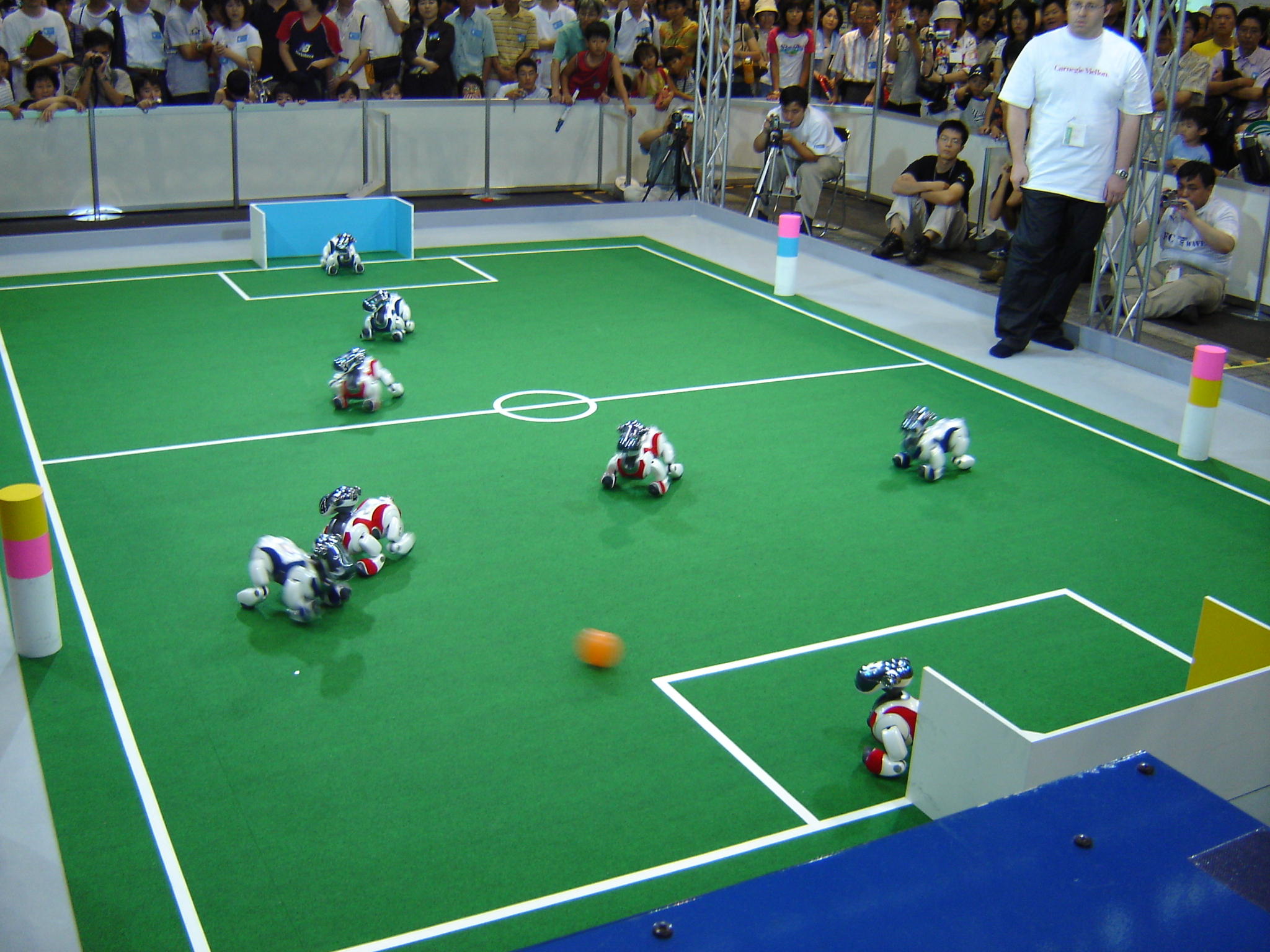
Una partita della RoboCup nel 2005

Esistono diverse altre varianti del calcio, molte delle quali con regole derivate dall'incrocio con altri sport.
Il footvolley è un misto di calcio e pallavolo da spiaggia, o, qualora la rete fosse montata più bassa, del tennis. Lo scopo del gioco è, come nella pallavolo o nel tennis, quello di far passare la palla al di sopra di una rete, ma colpendola per un numero di volte limitato e con le parti del corpo consentite dalle regole del calcio. A livello professionistico si disputa 2 contro 2.
Il jorkyball, invece, combina aspetti del calcio e dello squash e anch'esso si gioca 2 contro 2.
Vi sono anche il calcio svedese, che si gioca da seduti, e il calcio saponato, simile al calcio a 5 ma giocato su una superficie cosparsa di acqua e sapone che rendono il fondo scivoloso e quindi instabile l'equilibrio dei giocatori.
Inoltre il calcio ha ispirato la creazione di giochi da tavolo come il subbuteo o il calciobalilla e in tempi più recenti, con l'avvento della robotica, di competizioni con regole simili per i robot, come la RoboCup.

## Diffusione
Oggi il calcio si gioca a livello professionistico in tutto il mondo. Milioni di persone si recano regolarmente allo stadio per guardare le partite che vengono diffuse anche in televisione, radio o internet. È lo sport mondiale con la maggiore copertura televisiva. Inoltre un grande numero di persone giocano a calcio a livello amatoriale. Secondo un sondaggio della FIFA, pubblicato nel 2001, più di 240 milioni di persone in più di 200 paesi in tutto il mondo giocano regolarmente a calcio.
Il calcio è seguito con grande passione e svolge un importante ruolo di aggregazione sociale in molte comunità e nazioni. R. Kapuscinski ha sostenuto che spesso persone che sono solitamente gentili, modeste o umili cambiano atteggiamento quando guardano partite di calcio, manifestando rabbia e aggressività. La nazionale di calcio ivoriana, per esempio, ha contribuito ad assicurare una tregua nella guerra civile nel paese nel 2006 grazie alla qualificazione alla fase finale della Coppa del mondo 2006 e ha contribuito a un'ulteriore riduzione delle tensioni tra il governo e i ribelli nel 2007, giocando una partita nella capitale dei ribelli, Bouaké, un'occasione che ha portato i due eserciti insieme per la prima volta alla pace. Il calcio è stato anche al centro di guerre e scontri, come avvenuto nella cosiddetta guerra del calcio nel giugno 1969 tra El Salvador e Honduras oppure durante la guerra in Jugoslavia nel 1990, quando un match tra Dinamo Zagabria e Stella Rossa di Belgrado si trasformò in teatro di scontri nel maggio di quell'anno.

### Tifo
I tifosi possono essere liberi o organizzati, indossano magliette e sciarpe della loro squadra, cantano o gridano slogan per incoraggiare la loro squadra, per attaccare gli avversari o fare semplicemente rumore, in tali eventi sono comuni episodi di razzismo che le organizzazioni calcistiche tentano di fermare. La FIFA, la UEFA e l'Unione europea sostengono la campagna contro il razzismo in Europa con l'obiettivo di eliminare il fenomeno. Ci sono casi in cui i tifosi si riuniscono in bande organizzate in cerca di violenti scontri con i tifosi rivali. Questo comportamento è stato conosciuto come «la malattia inglese» dopo la devastazione causata dai tifosi britannici recatisi all'estero per sostenere la nazionale di calcio inglese tra il 1970 e il 1980. Questo fenomeno è generalmente noto come teppismo. La violenza tra i tifosi vanno da piccole schermaglie alle guerre che provocano tragedie. In seguito alla strage dell'Heysel, nel 1985 venne elaborata la Convenzione europea sulla violenza e i disordini degli spettatori durante le manifestazioni sportive, segnatamente nelle partite di calcio, ratificata da 42 Paesi. 

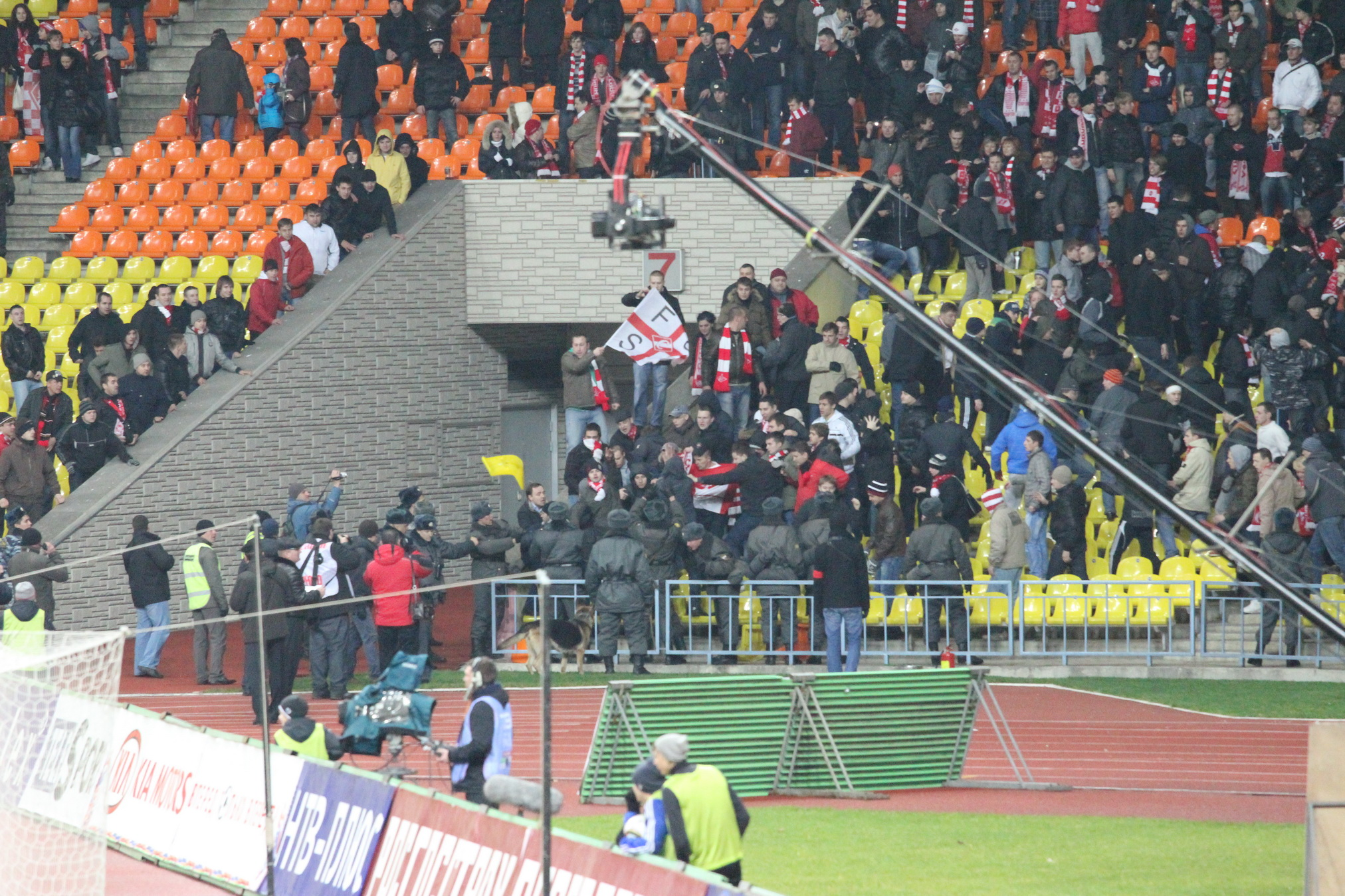
Hooligans dello

### Calciatori migliori
Nella storia del calcio ci sono stati e ci sono riconoscimenti attribuiti a giocatori per competenze tecniche e comportamento sia da parte di organismi ufficiali del calcio che attraverso altri soggetti, come le riviste sportive. La scelta può essere fatta attraverso il voto del pubblico, dei giocatori e degli allenatori. Nel 1998, come parte delle cerimonie di apertura della Coppa del Mondo 1998 è stata scelta tra Europa e Sud America la top undici del XX secolo da 250 giornalisti internazionali di calcio. Da queste due formazioni sono stati selezionati: Lev Jašin, Carlos Alberto Torres, Franz Beckenbauer, Bobby Moore, Nílton Santos, Johan Cruyff, Alfredo Di Stéfano, Michel Platini, Garrincha, Diego Maradona e Pelé. Nel 2000, la FIFA ha assegnato il premio "Calciatore del secolo" a Diego Maradona e Pelé. Il primo è stato scelto attraverso il voto del pubblico online e il secondo attraverso il voto di FIFA agenti, giornalisti e allenatori.
Nel 2004, la FIFA ha chiesto a Pelé di redigere un elenco dei 100 migliori calciatori viventi di tutti i tempi al momento della stesura della lista, chiamata FIFA 100, nell'ambito delle celebrazioni per i 100 anni della Federazione Internazionale. L'elenco è stato originariamente destinato ad includere solo 100 nomi, ma Pelé è stato in grado di aumentare il numero che alla fine ha raggiunto 125, tra cui due donne. Inoltre, la rivista di dicembre 1999 World Soccer ha pubblicato un elenco dei primi 100 giocatori del XX secolo, che è stato creato a seguito di una votazione dei lettori.

### Tragedie sportive

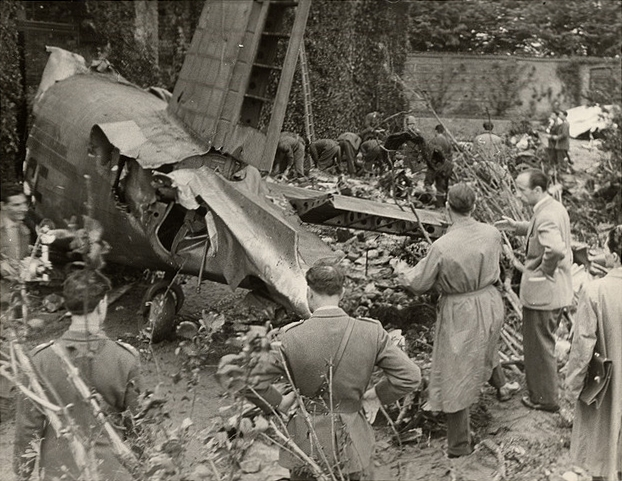
Tragedia di Superga

Fra i casi più noti di tragedie legate al mondo del calcio ci sono: il disastro aereo del 1949 a Torino, dove morirono tutti i giocatori del Torino, l'incidente aereo di Monaco di Baviera del 1958, che ha ucciso otto giocatori del Manchester United, il disastro aereo dell'Alianza Lima nel 1987, in cui perirono 43 persone tra cui molti calciatori e staff tecnico della squadra peruviana dell'Alianza Lima e la tragedia aerea del 1993 sulla costa del Gabon che ha ucciso tutti i giocatori dello Zambia. Inoltre, il 28 novembre 2016 l'aereo che trasportava la squadra brasiliana Chapecoense, in volo per disputare la finale di coppa sudamericana, si è schiantato vicino Medellín, in Colombia: i superstiti della squadra sono stati tre.

### Globalizzazione
Negli ultimi decenni, il calcio è stato influenzato e colpito dal fenomeno della globalizzazione. I giocatori possono competere in vari paesi oltre il paese di origine. Infatti, i migliori giocatori godono di stipendi milionari. Molte squadre hanno ottenuto un ampio sostegno da tifosi in tutto il mondo stabilendo tour in questi paesi, con benefici economici.

### Norme
I giocatori, soprattutto quelli che lottano in organizzazioni leader sono modelli per i loro fan. Molti bambini sono impegnati nel mondo del calcio per aspirare a ottenere la ricchezza e il fascino dei migliori giocatori. Molti giocatori sono considerati buoni modelli. Tuttavia, ci sono numerose segnalazioni sulla stampa circa cattivi comportamenti dei giocatori.

### Top Team
Nella storia del calcio sono emerse occasionalmente importanti squadre di calcio. Nazionali vincitrici della Coppa del Mondo con la nazionale di calcio del Brasile cinque volte, Nazionale Italiana quattro e Nazionale tedesca quattro. A livello di club, nel 2000 il Real Madrid è stato premiato dalla FIFA come la migliore squadra del XX secolo dopo voto degli abbonati della rivista ufficiale della FIFA, la rivista mondo FIFA. A seguire in ordine Manchester United e Bayern Monaco

### Vivaio e calciomercato
In ambito UEFA, prima della famosa Sentenza Bosman il calcio reclutava in massima parte i suoi giocatori migliori dai cosiddetti vivai sportivi interni e nazionali, rimasti poi in misura minore basi di partenza dei settori giovanili.

### Finanza
Molte squadre di calcio sono state convertite da società dilettantistiche a grandi imprese commerciali. Anche i giocatori sono riusciti ad aumentare i loro profitti in maniera massiccia nel corso di questo cambiamento. Negli stati più piccoli, soprattutto nelle classi inferiori di questi paesi, i giocatori possono essere parzialmente occupati con il calcio e di esercitare un secondo lavoro. I cinque principali campionati europei attraggono la maggior parte dei migliori giocatori del mondo e ogni campionato ha una massa salariale totale di oltre 600 milioni di euro. I ricavi di squadre provenienti da varie fonti. Squadre come Barcellona, il Real Madrid e Manchester United sono tra i club più ricchi del mondo. Il Chelsea, dopo l'acquisizione del miliardario Roman Abramovich, ha acquistato molti giocatori costosi, come il Manchester City dopo essere stata acquisito dal miliardario Caldas Al Mubarak nel 2008.
Un fattore molto importante per aumentare i profitti delle squadre è stato l'emergere di televisioni satellitari. Fonte importante di reddito sono le donazioni da parte di organizzazioni e aziende di pubblicità sulla divisa della squadra. Ad esempio, il Bayern Monaco nel 2008 ha avuto come sponsor la Deutsche Telekom dalla quale ha ricevuto 25 milioni di euro. Nel 2012, i club dei sei maggiori campionati europei avevano un fatturato di oltre 500 milioni di euro dalle sponsorizzazioni sulle loro maglie. Inoltre, le squadre devono vendere i prodotti ufficiali con il logo della squadra. Vale la pena ricordare che nel 2012 il Manchester United entrò in borsa a New York. Altrettanto importante fonte di reddito è la vendita di giocatori di altre squadre. Nel 2001, il Real Madrid ha speso 76 milioni di euro per acquistare Zinédine Zidane dalla Juventus, mentre nel 2000 Luis Figo si trasferì dal Barcellona al Real Madrid, per 58,5 milioni di euro. Nel 2009, il Real Madrid ha pagato 94 milioni per l'acquisto di Cristiano Ronaldo dal Manchester United.
Tuttavia, molti gruppi si trovano ad affrontare problemi finanziari. Ad esempio, il Leeds Unite inizialmente spese un sacco di soldi e ha avuto successo per alcuni anni, ma ben presto i debiti della squadra sono diventati incontrollabili, i giocatori di successo sono stati venduti e, infine, la squadra è stata relegata per due volte dalla Premier League fino in Football League One. Nel 2012, i Rangers Glasgow retrocedettero dalla prima divisione della Scozia nella quarta per debiti. Gli affari della TV non danno a tutte le squadre grandi profitti. Le squadre che competono in classi più piccole ricevono meno soldi per le loro partite, e se promosse a un livello superiore, possono affrontare i problemi di potere rispetto a grandi squadre, con conseguente loro retrocessione.
Squadre provenienti da piccoli paesi hanno anche loro problemi. A causa della piccola popolazione del Paese guadagnano meno soldi dai diritti televisivi. Alcune squadre sono riuscite a invertire queste tendenze, sfruttando i giocatori delle loro giovanili come un saggio investimento. Tali squadre sono Porto e Ajax, che anche se hanno avuto alcuni successi tendono a vendere i propri giocatori a causa delle pressioni finanziarie. Negli ultimi anni, la UEFA ha introdotto il Financial Fair Play per limitare i debiti nel calcio europeo, che potrebbero minacciare la sopravvivenza a lungo termine delle squadre. Ai sensi del regolamento, ogni club deve bilanciare entrate e spese. In caso contrario, va incontro a penalità. Allo stesso tempo, i club sono in fase di scioglimento o liquidazione e non hanno diritto a partecipare alle competizioni europee.

## Controversie
Corruzione
Un fenomeno del calcio sono le accuse di corruzione. Il livello di corruzione varia da paese a paese. Può coinvolgere giocatori, agenti, squadre e arbitri. Nel 2005-06 apparvero numerosi scandali di corruzione. Tra questi, lo scandalo di partite truccate nella seconda e terza serie della Germania, con una figura centrale per l'arbitro Robert Hauser, il quale ha confessato che fissava molte scommesse. Simile scandalo di partite truccate è stato rivelato in Brasile nel 2005. Nel 2006 è stato rivelato in Italia con lo scandalo Calciopoli dove cinque squadre sono state giudicate colpevoli di partite truccate, e punite con penalizzazione. C'è stata, in questo caso, la retrocessione della Juventus in seconda divisione per la stagione 2006-07 e la rimozione del titolo di campione per la stagione 2005-06. Inoltre, nel 2006, scoppiò lo scandalo «fischietto d'oro» in Portogallo che ha incluso arbitri che tentarono di influenzare il Porto e Boavista. Nel 2013 Europol scoprì una rete di scommesse clandestine e partite truccate, identificando un totale di 680 "giochi sospetti" in 30 paesi, tra cui 380 in Europa.

## Influenza culturale

### Cinema
Elenco di film incentrati o ambientati nel mondo del calcio.
- Calciatori
  - Il profeta del gol (di Sandro Ciotti, 1976) - su Johan Cruijff
  - Best ("Best" di Mary McGuckian, 2000) - su George Best
  - Johan Cruijff - En un momento dado (di Ramon Gieling, 2004) - su Johan Cruijff
  - Amando a Maradona (di Javier Vázquez, 2005)
  - Maradona - La mano de Dios (di Marco Risi, 2007) con Marco Leonardi nella parte di Diego Armando Maradona
  - Maradona - El Pibe de Oro (di Emir Kusturica, 2008) presentato al Festival di Cannes nel 2008
  - Messi - Storia di un campione (di Álex de la Iglesia, 2014) presentato alla Mostra del cinema di Venezia 2014
  - Zanetti Story (di Simone Scafidi e Carlo Sigon, 2015) con Javier Zanetti nella parte di Javier Zanetti
  - Ronaldo (di Anthony Wonke, 2015) - su Cristiano Ronaldo
- Tifo
  - Eccezzziunale... veramente (di Carlo Vanzina, 1982) con Diego Abatantuono, Massimo Boldi, Teo Teocoli
  - Ultrà (di Ricky Tognazzi, 1990) con Claudio Amendola, Ricky Memphis
  - Hooligans ("I.D." di Philip Davis, 1995) con Reece Dinsdale, Richard Graham
  - Eccezzziunale veramente - Capitolo secondo... me (di Carlo Vanzina 2006) con Diego Abatantuono
- Partite
  - Italia-Germania 4-3 (di Andrea Barzini, 1990)
  - In campo per la vittoria ("The Game of Their Lives" di David Anspaugh, 2005) - sulla storica vittoria degli Stati Uniti sull'Inghilterra ai Mondiali del 1950
  - Il grande match (di Gerardo Olivares, 2006) - sulla finale dei Mondiali del 2002 Germania-Brasile
- Drammatici
  - Fuga per la vittoria ("Victory" di John Huston, 1981) con Pelé, Sylvester Stallone, Michael Caine, Max von Sydow, Bobby Moore, Osvaldo Ardiles, Paul Van Himst, Kazimierz Deyna
  - Ultimo minuto (di Pupi Avati, 1987) con Ugo Tognazzi, Elena Sofia Ricci, Massimo Bonetti, Diego Abatantuono
  - Appuntamento a Liverpool (di Marco Tullio Giordana, 1988) con Isabella Ferrari
  - Il Grande Torino (miniserie TV di Claudio Bonivento, 2005) con Giuseppe Fiorello
  - Il mio sogno più grande ("Gracie" di Davis Guggenheim, 2007) con Carly Schroeder, Elisabeth Shue
- Commedie
  - Il presidente del Borgorosso Football Club (di Luigi Filippo D'Amico, 1970) con Alberto Sordi, Omar Sívori
  - Febbre a 90° ("Fever Pitch" di David Evans, 1997) con Colin Firth
  - Jimmy Grimble ("There's Only One Jimmy Grimble" di John Hay, 2000) con Lewis McKenzie, Robert Carlyle
  - Sognando Beckham ("Bend It Like Beckham" di Guirinder Chadha, 2002) con Parminder Nagra, Keira Knightley
  - Il miracolo di Berna ("Das Wunder von Bern" di Sönke Wortmann, 2003)
  - Goal! ("Goal!" di Danny Cannon, 2005)
  - Goal! 2 - Vivere un sogno ("Goal! 2: Living the Dream" di Jaume Collet-Serra, 2007)
  - Goal! 3 ("Goal III: Taking on the World" di Andy Morahan, 2009)
  - Paulo Roberto Cotechiño centravanti di sfondamento (di Nando Cicero, 1983) con Alvaro Vitali
  - L'allenatore nel pallone (di Sergio Martino, 1984) con Lino Banfi
  - Mezzo destro mezzo sinistro - 2 calciatori senza pallone (di Sergio Martino, 1985) con Gigi Sammarchi, Andrea Roncato, Milena Vukotic, Leo Gullotta
  - Shaolin Soccer (di Stephen Chow, Hong Kong 2001)

### Arte
- Umberto Boccioni – Dinamismo di un calciatore (1913)
- L. S. Lawry – Going to the match (1928)
- Carlo Carrà – Partita di calcio (1934)
- Pablo Picasso – Football (1961)

### Videogiochi
- Kick Off
- EFootball
- FIFA (per l’edizione del 2024 FC 24)